# アエロフロート・ロシア航空
公共株式会社アエロフロート・ロシア航空（ロシア語: ПАО Аэрофлот — Российские авиалинии;  英語: PJSC Aeroflot Russian Airlines）は、ロシアの民間航空会社。東ヨーロッパでは第1位の規模を誇る。旧ソ連の国営航空会社アエロフロートを母体とする。ロシア語でアエロ（Аэро）とは「航空」、フロート（Флот）とは「艦隊」を示す言葉である。
新型コロナウイルスのパンデミック以前の2020年時点ではモスクワ・シェレメチエヴォ国際空港を拠点に世界95都市に就航していた。

## 概要

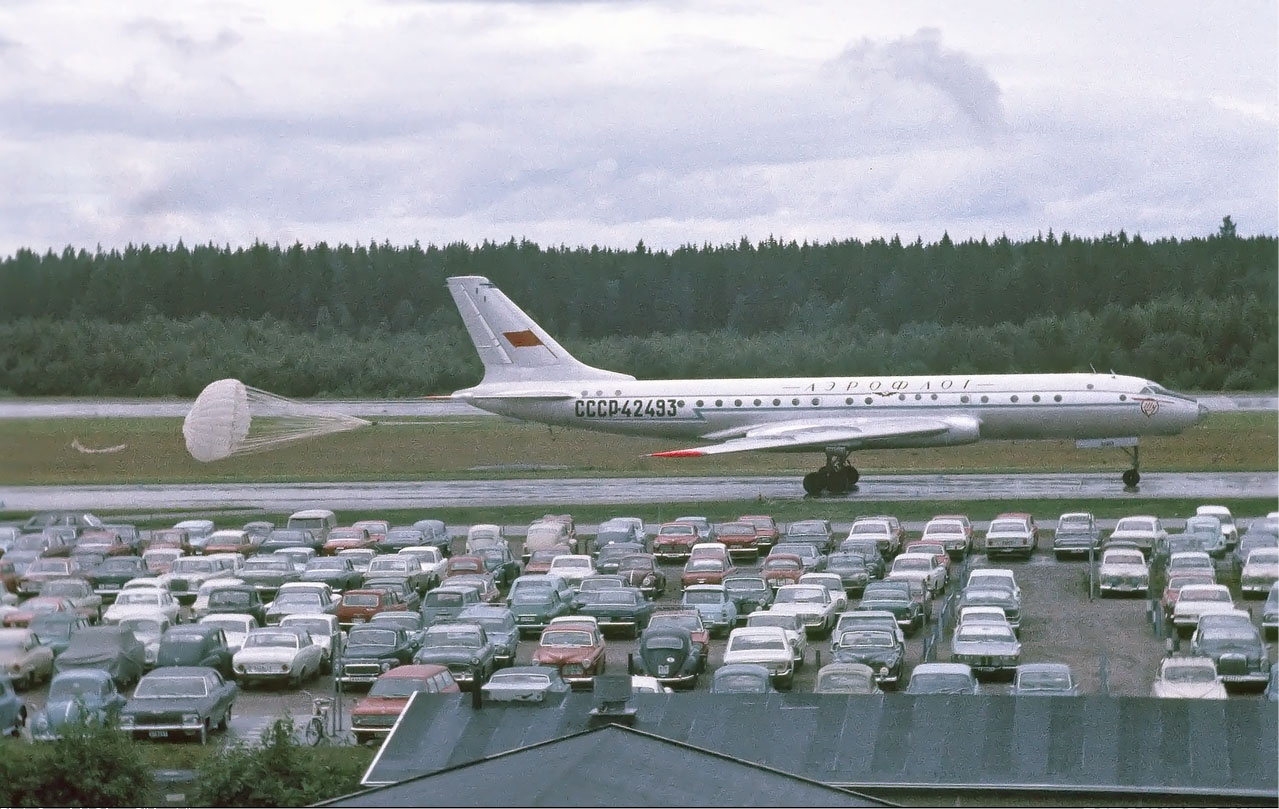
ツポレフTu-104

ソビエト連邦の国有航空会社として1923年に「ドブロリョート」の社名で設立されて以来、ソ連政府の民間航空輸送部門として運営されてきた。「アエロフロート」とは単一の航空会社の名称ではなく、各地域ごと、事業ごと、あるいは空港ごとに存在する航空会社の集合体であるソ連政府の民間航空輸送部門の総称であった。
特に第二次世界大戦後の冷戦期は、ソビエト連邦の航空技術を知らしめるショーウィンドウ的な役割を持ち、世界で2番目に実用化されたジェット旅客機であるツポレフTu-104や、世界最大級のターボプロップ旅客機であるツポレフTu-114の就航、世界初の超音速民間旅客機であるツポレフTu-144の就航などを担った。また、世界最大の航空会社としても知られ、長距離国際線や国内ローカル線の運航から、測量や農薬散布まで様々な業務を行った。
1991年のソビエト連邦の崩壊後は民営化され、ボーイング767やエアバスA310など旧西側諸国製の機材の導入も進めた。現在はロシアのフラッグキャリアかつ「スカイチーム」の主要メンバー（2022年より会員資格停止中）として、世界各国にその路線網を広げている。

### コードデータ
- IATA航空会社コード: SU
- ICAO航空会社コード: AFL
- コールサイン: AEROFLOT

2レターの「SU」はソビエト連邦（Soviet Union）の名残である。

## 歴史

### 設立

アエロフロート・ソビエト航空の旗

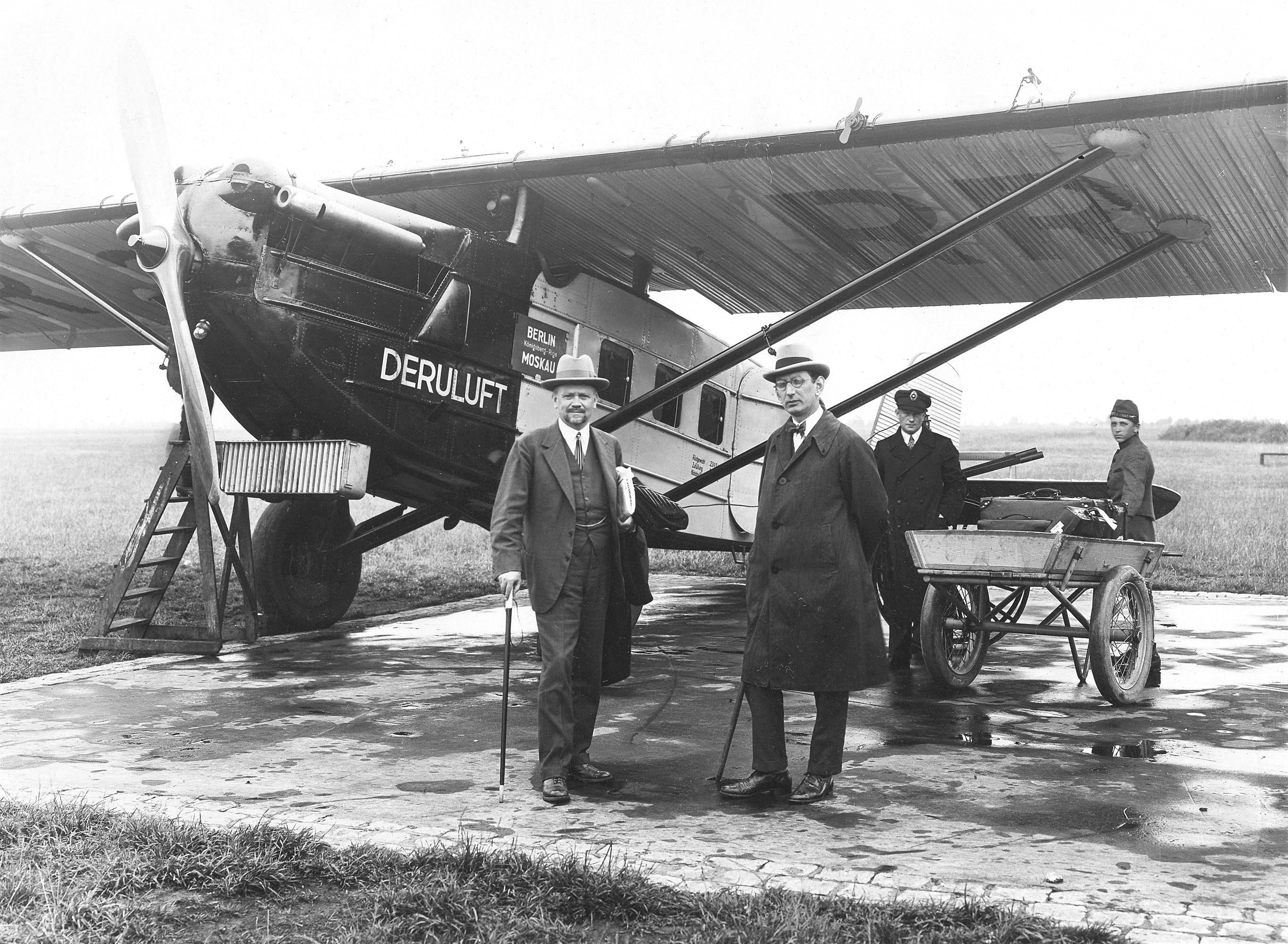
Deruluftのドルニエ コメット（1927年）

建国して間もないソビエト＝ロシアでは広大な領土を移動する手段に航空機は不可欠である、という考えが広まり、ウラジーミル・レーニン率いるボリシェヴィキは航空産業重視の姿勢を持ち、1921年1月17日にレーニンはソビエト領空の航空機の飛行に関する布告にサインし、26日には赤軍の航空部隊の管轄下における航空産業の発達のために300万金ルーブルを投じることを決定した。
5月1日にはイリヤー・ムーロメツ3機を用いた初の商用飛行が行われた。モスクワからオリョール経由でハルキウに至るルートで、ソビエトにおける旅客・郵便輸送の幕開けであった。週2~3便運航され、はじめの5ヶ月間で43回の飛行が行われ、同年10月11日に運航が終了されるまでに60人の乗客と6トンもの郵便物が輸送された。
1921年のネップによって1921年11月24日に設立されたのが、ドイツとの共同による航空会社「Deruluft」である。イリヤー・ムーロメツが運航を開始してからちょうど1年後の1922年5月1日にモスクワから当時ドイツ領であったケーニヒスベルクをフォッカー F.IIIによる運航が開始された。当初は郵便物の輸送など公的機関が主な顧客であったが、翌年8月には個人向けの営業が開始された。1929年にはルフトハンザで使用されたドルニエ コメットに更新された。他にもユンカース Ju 52も導入され、これらの機体はまだ発展途上であったソ連の航空機製造産業に多大なる影響をもたらした。
Deruluftの成功により安定してきたソビエト航空業界の発展と革命干渉戦争の一応の終結をもって、ソ連政府は1923年2月9日に赤色空軍の監督の下に航空会社を設立することを決定した。これがソ連民間航空の誕生とされる。郵便事業などの支援もあり、3月17日にはAll-Russian Volunteer Air Fleet、すなわち「ドブロリョート」が設立された。モスクワとニジニ・ノヴゴロドを結ぶ路線が開設され、さらにレニングラード、カザンやハルキウを結ぶ路線も登場した。10月にはトルキスタンやモンゴルを結ぶ路線も開設された。
ドブロリョートが成立した1923年、ロシアでは「ユンカース＝ルスランド（Junkers Russland）」が、コーカサスでは「ザカヴィア（Zakavia）」が、アゼルバイジャンでは「アズドブロリョート」などが軒並み設立され、たちまちのうちに同時期に設立されたウクライナの「ウクライナ航空会社」に集約され、さらに1930年には第一次五カ年計画によってウクライナ航空会社とドブロリョートが集約され、1932年3月26日に名称が現在に続く「アエロフロート」に変更された。1937年にはDeruluftもアエロフロートに編入された。

### 第二次世界大戦後

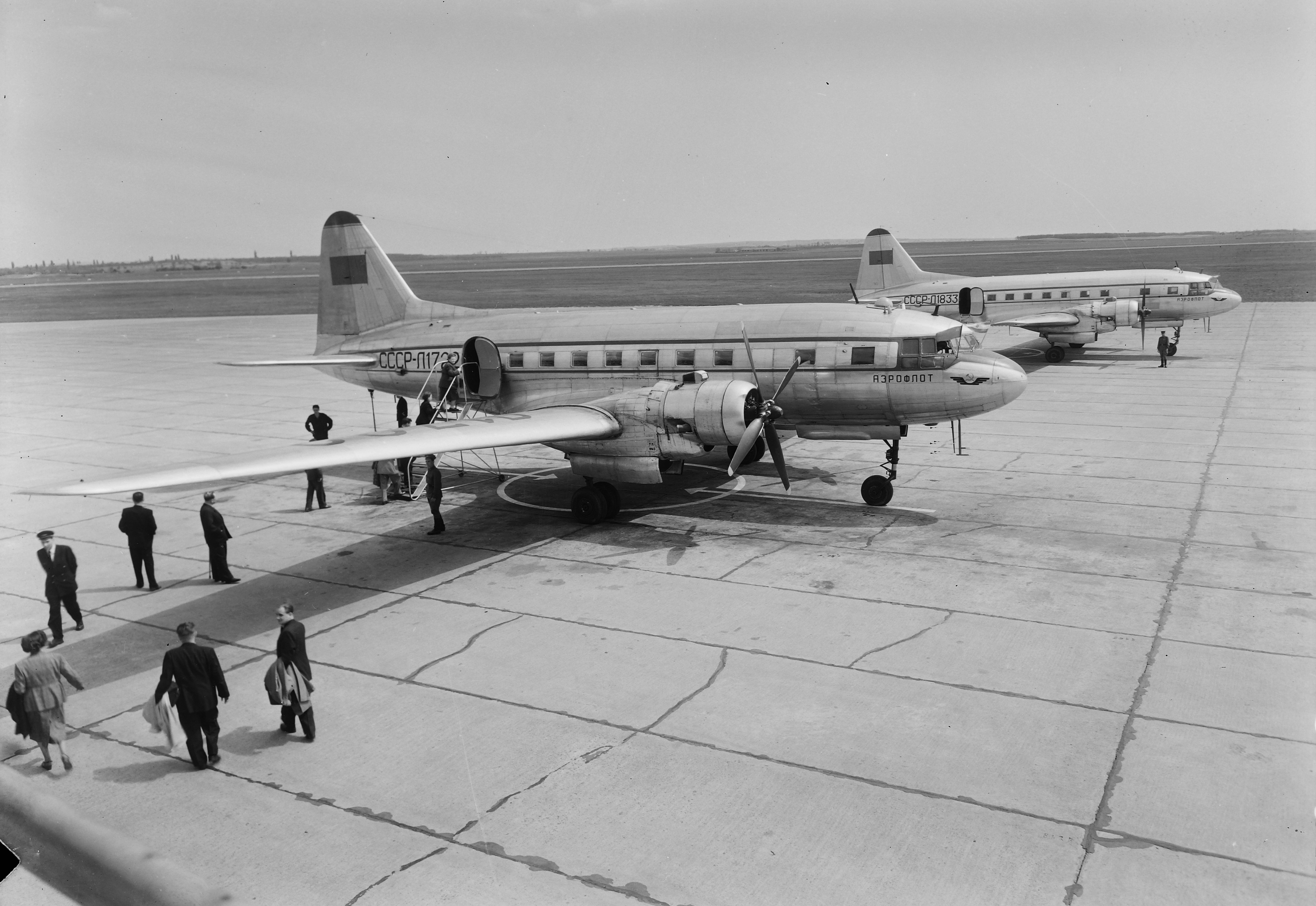
イリューシンIl-12

第二次世界大戦中も戦火の中アエロフロートは定期航路の運航に従事し、終戦直後は稼働可能であったLi-2などを運用することで運航を維持した。第四次五カ年計画で増強が必要となったアエロフロートに、1946年にセルゲイ・イリューシン設計のIl-12が投入された。
しかし、本土が戦禍におかれ荒廃したこともあり地上設備は不十分で、この状況を見かねたアエロフロート長官Georgy Baydukovはアナスタス・ミコヤンら政府高官をモスクワからハバロフスクまでの航空旅行に招待し、地上設備の整備を訴え、その後の五カ年計画で空港の整備などが政策に盛り込まれた。しかしスターリン体制下ではアエロフロートは大きく発展することが出来なかった。

### ジェット化

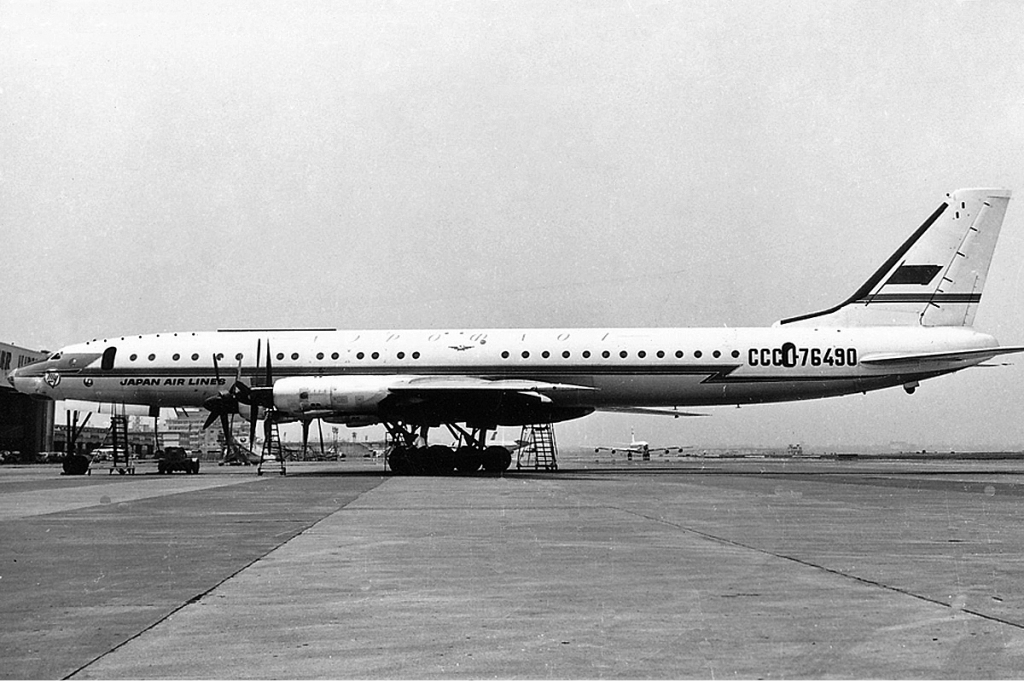
1965年に羽田空港で撮影されたツポレフTu-114。共同運航便のため、機首部に日本航空のロゴが入っている。

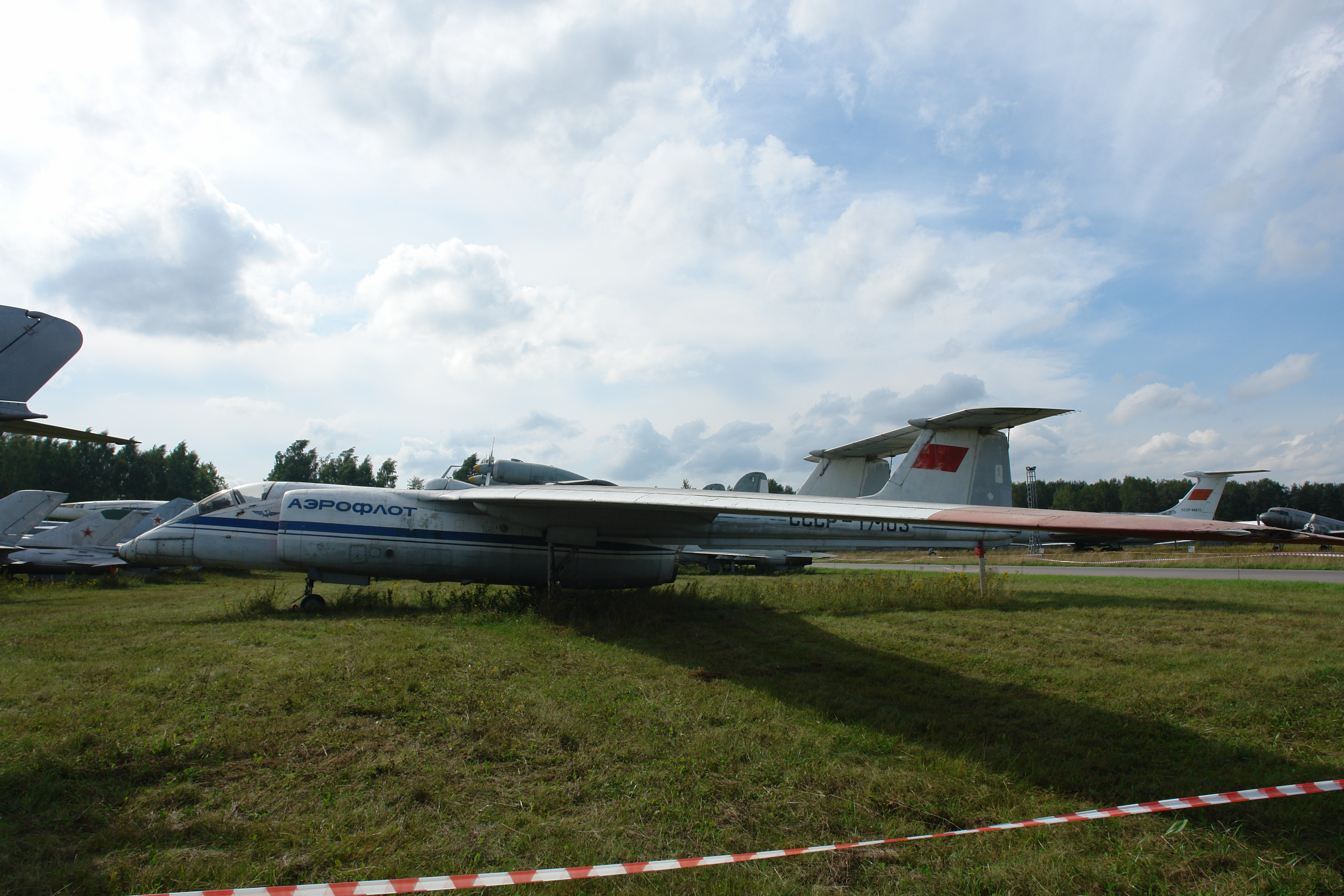
アエロフロート塗装の偵察機 M-17

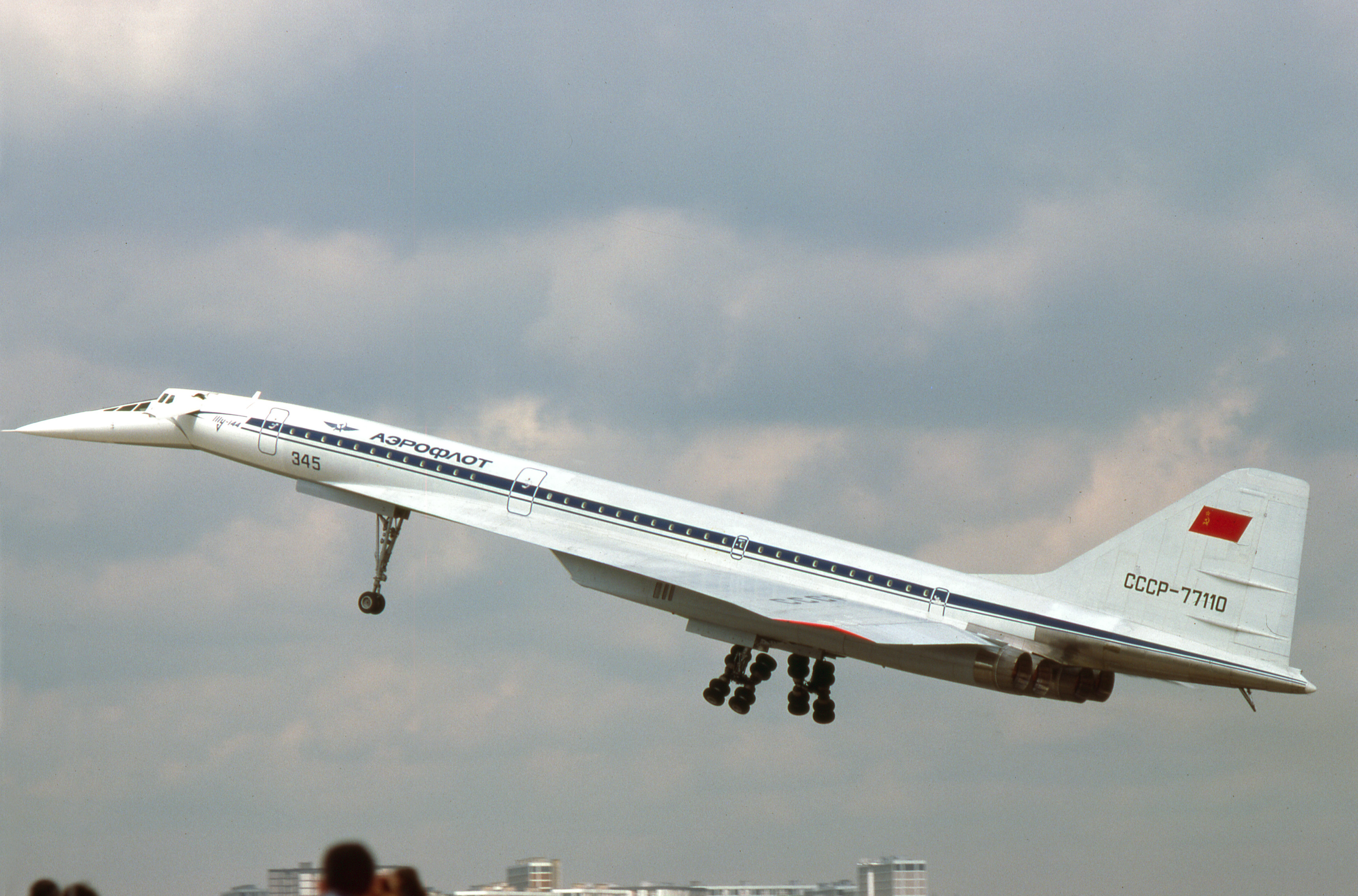
ツポレフTu-144

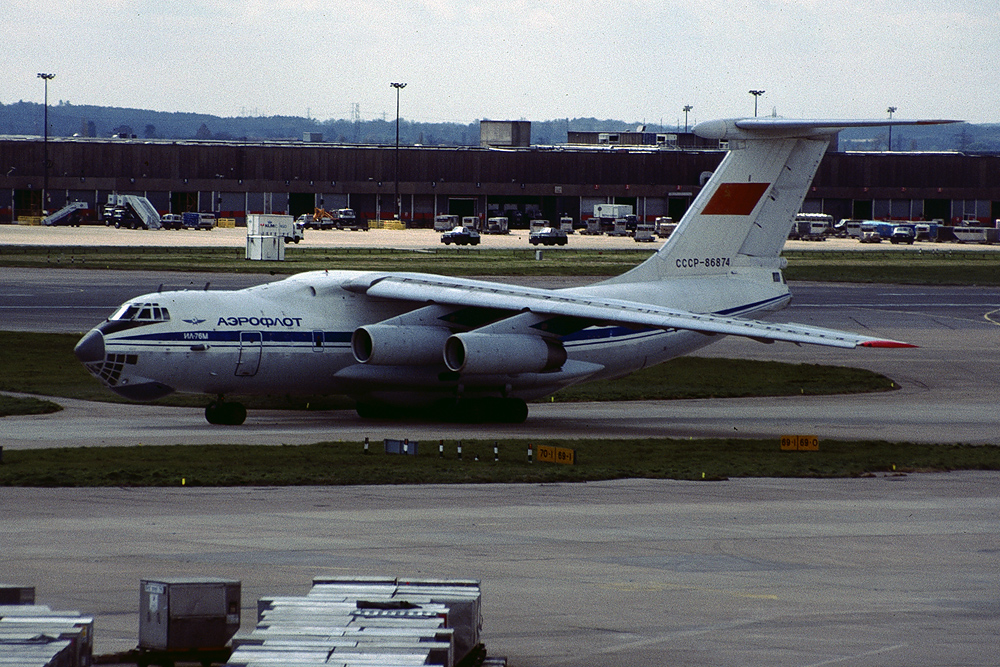
尾部に銃座を残したイリューシンIl-76

1956年には、爆撃機であるツポレフTu-16を基にした双発ジェット旅客機、ツポレフTu-104が登場した。それまでオムスク経由のモスクワ〜イルクーツク線はイリューシンIl-14で18時間を要していたが、ジェット化によって7時間に短縮し、停滞気味であったアエロフロートの牽引役として活躍した。
それ以降、ジェット化は進展し、ターボプロップ機のツポレフTu-114による長距離路線の開設やイリューシンIl-18による中短距離路線の開設も相伴って、国内線のみならず、長距離国際路線も拡大させていった。更に1967年のイリューシンIl-62とツポレフTu-134の導入はアエロフロートにとって大きな前進となった。イリューシンIl-62はツポレフTu-114に代わって長距離国際線の主力となり、ツポレフTu-134は国内線の路線網拡大・輸送力増強に貢献し、利用者数は1967年には世界最多となった。

### 広い業務範囲
ソ連国内における全ての民間航空輸送を一手に引き受けるために単発複葉機からワイドボディージェット機、ヘリコプターから超音速旅客機まで様々な機体を運用し、国際線・国内線での貨物・郵便輸送を含んだ民間航空輸送をはじめ、ヘリコプターを使った救急患者輸送やクレーン業務、アントノフAn-2などの航空機を使った農薬散布（当時のアエロフロートのパイロットの7割の初任が、難しい操縦が要求される農薬散布の業務であった）、鉄道や道路が無いシベリアなどの僻地における「スクールバス」業務、北極圏内や南極基地への貨物輸送、大気観測業務（チェルノブイリ原発における除染作業を含む）など、ソ連国民にとって重要な役割を担った。
また、運用上の柔軟性や「辻褄あわせ」のために、機銃を取り外したものの尾部銃塔を装備したままの軍用輸送機を始め、偵察機や早期警戒機などの多くの軍用機が（アエロフロートの管轄下に無い航空機までもが）アエロフロートの塗装に身を包んだ。
1973年のTu-144の登場以降、固定翼機には白地に青のラインをまわした塗装が標準となった（それまでは各機種によって塗装が異なっていた）。また、極地で運用される航空機は青帯を赤帯に変更し、主翼を赤く塗装し視認性を高める「ポーラー・カラー」が施された。一般色にも垂直尾翼の塗装パターンのバリエーションがいくつか確認されている。

### 世界最大の航空会社
ソビエト国民の海外渡航や、国外からの旅行者のソビエト国内における移動には大幅な制限があったが、東側諸国の衛星国や、アフリカや南米などの遠方にある友好国への路線といった、外交関係を誇示することを第一目的においた採算を度外視した国際線を多く持っていた。さらに、日本やアメリカ、イギリスや西ドイツなどの西側諸国に乗り入れているだけでなく、日本航空やエールフランス、アリタリアなどの西側諸国のフラッグキャリアとのコードシェア運航なども行っていた。
また、西側諸国への路線の多くが外交官や諜報員の運搬に使われた他、西側諸国の上空の飛行時に、軍事施設の上を故意に飛行するなど、その活動範囲は一航空会社の枠を大きく超えていたと言われる。それがゆえに、冷戦末期にユジノサハリンスクから新千歳空港までの路線の開設を日本国政府に申請した際に、新千歳空港が自衛隊との兼用空港であることを理由に、就航を拒否された経験がある。
所有機の多くを空軍と共有していたことから正確な数はいまだに不明であるが、世界最大の保有機数（旅客機、貨物機、ヘリコプター、軽飛行機等も含む）と従業員数を誇っていた。このことから「世界最大の航空会社」と呼ばれており、ギネスブックにもその旨が記載されていた。1991年における機体保有数は貨物機やヘリコプターを含めると10000機を下らないとされる。

### 当時のサービス

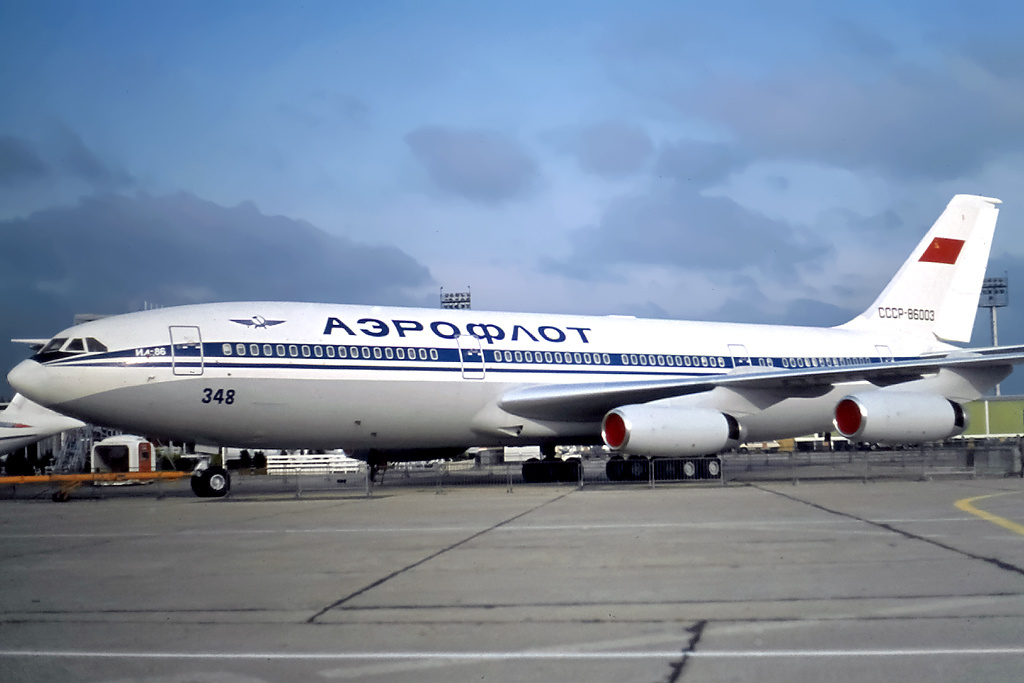
Il-86

1980年代には、イリューシンIl-86などの西側諸国の最新鋭機と並ぶことを目指した最新鋭機の導入を進めたものの、Il-86は航続距離が短いためモスクワ-東京などの長距離路線では就航せず、居住性に優れたボーイング747などの大型機が主流になった1980年代でもイリューシンIl-62を継続使用せざるを得なかった。航空会社としてのサービス水準は当時の東側諸国のサービス企業の多くと同様、西側のそれには遠く及ばず、それがゆえに西側諸国においては航空券の安さと、充実した路線網だけが選択の理由であるという状態であった。それ故日本では日本－欧州間を早くそして安く移動できるということで学生から人気があった。
もっともあくまでもアエロフロートは「民間航空輸送」が業務であるため、ソ連人の利用者は（アエロフロート本来の業務と直接に関わらない必要以上の）機内サービスにかかる料金を含まない「純粋な運賃」を支払うだけでよいシステムになっていた。
一部の路線（特にアフリカ方面）へ向かう際に、翌日以降便への乗り継ぎのためにモスクワで一泊する必要があった場合は、本来なら査証を取らなくてはならないところを免除していた。その際のホテル（ノボテル・シェレメチエヴォホテル）は無料であった。当時のソ連としては破格のもてなしといえるが、これは外貨を獲得するために有効な手段だったことによるもの。

### ソ連崩壊後

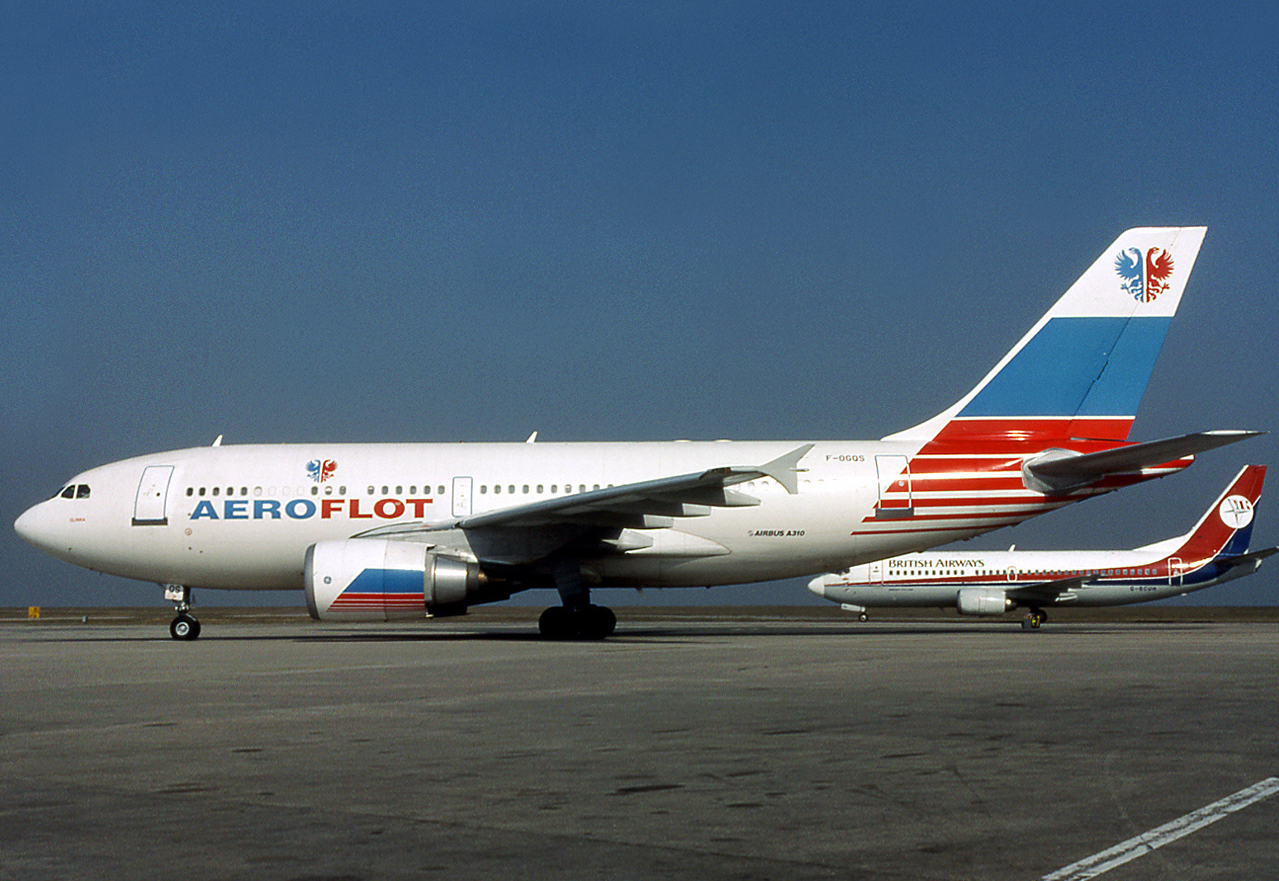
エアバスA310

1991年のソビエト連邦の崩壊後は、80以上の航空会社を生み出した事業分割や不採算路線の縮小、旧ソビエト連邦時代の機材の退役を進めるなどのリストラを進めた他、新鋭機のイリューシンIl-96や西側のボーイング767、エアバスA310シリーズなどの導入を進めるとともに、新規に設立された子会社「ロシア国際航空」を中心にサービス水準の向上も図った。
また、ソ連崩壊によりアエロフロートの独占体制も崩壊し、各地に新しい航空会社が誕生した。そうして誕生した多くの会社では、元アエロフロートで運用されていた旧ソビエト連邦製の機体が活躍していたが、効率の悪さや老朽化のために、2010年代に入るとその多くが退役した。

### 現在

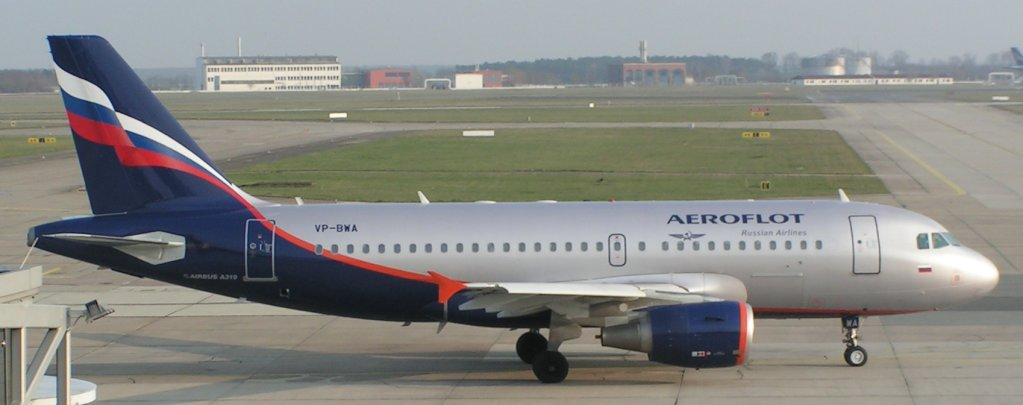
エアバスA319（退役済）

現在は、旧ソビエト連邦時代の機材は全て退役し、ボーイング777-300ERやエアバスA330シリーズ、ボーイング737-800やエアバスA320など、最新鋭の西側機材を中心に運航されている。なお、ロシア経済開発貿易省の下部機関であるロシア連邦資産管理局（Rosimushchestvo）が、51.17%の株式を保有する筆頭株主となり、ドンアヴィアを子会社に持つ。
現在では、旧西側諸国の航空会社並みのサービスを提供しているとの評価を得ている。その甲斐もあり、2006年には世界的航空会社アライアンスの1つであるスカイチームへの参加を果たした。航空券の座席予約システム（CRS）はSABREを利用している

。ちなみに現在、モスクワでの乗り継ぎの際、ホテルは有料であるが、トランジット客に限りビザが免除される制度は継続されている。
2009年にはウラジオストクとカリーニングラードに支社を開設。2010年2月にロシア政府は航空会社の経済的成長のために、全ての地域航空会社を国営会社ロステフノロギヤの管理下におき、その後アエロフロートに統合することを宣言した。2011年11月にはアエロフロートの姉妹企業「アエロフロート・ファイナンス」がウラジオストク航空（現オーロラ）やロシア航空の筆頭株主となった。2014年1月、グループ会社再編の一環として子会社のロシア航空を同年3月30日付でアエロフロートに統合すると発表した。また、同年にはグループ傘下の格安航空会社（LCC）ドブロリョートに代わる新たなLCCについて、「ポベーダ（Победа）」と発表した。
2022年2月より発生したロシアのウクライナ侵攻により世界各国より経済制裁を受け、欧州の企業よりリースしていた旅客機の支払いが困難になり返却の必要が出たが、拒否した。また、三大CRSのSABRE、アマデウス、トラベルポートはそれぞれの予約システムからアエロフロートを排除した。加えてスカイチームは、アエロフロートと協議の上、2022年4月27日より会員資格を一時停止することを決定した。
2025年7月29日には、アエロフロートのシステムが大規模障害を起こし、ロシアの国内線を中心に100便以上が欠航となった。ロシアによる侵攻の被害を受けるウクライナを支持するハッカー集団によるサイバー攻撃とみられ、同集団は犯行声明も行っている。РБКは関係者筋からの情報により、アエロフロートの損害額は同年7月28日のみで2億6000万ルーブル（2025年7月29日時点のレートで約4億7000万円）となったと報じている。

## 年表
- 1923年 - 前身である株式会社「ドブロリョート」が創立される
- 1932年 - ソ連政府の民間航空管理局が創設、アエロフロートが正式名称として使われる
- 1977年 - Tu-144の定期旅客便がモスクワ・アルマトイ（当時はアルマアタ、カザフスタン）線で運航されるが、翌年に休止
- 1978年 - 成田国際空港開港によりアエロフロートも発着地を変更
- 1980年 - モスクワオリンピックのオフィシャルキャリアに任命
- 1989年 - IATA加盟
- 1991年 - アエロフロート・ソビエト航空設立。経営の自主性を確保
- 1992年 - 初の西側製航空機としてエアバスA310を購入
- 1993年 - アエロフロート・ロシア国際航空へ社名を変更
- 1994年 - 函館・ユジノサハリンスク線が就航（現在は札幌・ユジノサハリンスク線をオーロラが運航）
- 1995年 - 青森・ハバロフスク線が就航
- 1996年 - 大阪発モスクワ経由パリ線が就航（現在は休航中）
- 1998年 - 成田・サンクトペテルブルク線が就航（現在は休航中）
- 1999年 - 成田発モスクワ経由マドリード線が就航（現在は休航中）
- 2001年 - 社名をアエロフロート・ロシア国際航空から現在のアエロフロート・ロシア航空へ変更
- 2006年 - スカイチームに加盟。ロシア製ワイドボディ機IL-86が引退
- 2009年 - Tu-154が引退、後継はエアバスA320等となる
- 2013年 - 英マンチェスター・ユナイテッドとスポンサー契約を締結。公式キャリアに就任
- 2014年 - ソチオリンピックのオフィシャルキャリアに任命

## 就航都市
下表にはコロナの世界的流行と2022年2月以降のロシア・ウクライナ情勢悪化に伴う臨時の長期運休中の路線も含める。
| アエロフロート・ロシア航空 就航都市 | アエロフロート・ロシア航空 就航都市       | アエロフロート・ロシア航空 就航都市                    | アエロフロート・ロシア航空 就航都市                                                |
| ----------------------------------- | ----------------------------------------- | ------------------------------------------------------ | ---------------------------------------------------------------------------------- |
| 国                                  | 都市                                      | 空港                                                   | 備考                                                                               |
| ロシア                              |                                           |                                                        |                                                                                    |
| ロシア                              |                                           |                                                        |                                                                                    |
| 中央連邦管区                        |                                           |                                                        |                                                                                    |
| モスクワ                            | シェレメーチエヴォ国際空港                | メインハブ空港                                         |                                                                                    |
| ヴォロネジ                          | ヴォロネジ国際空港                        |                                                        |                                                                                    |
| ベルゴロド                          | ベルゴロド国際空港                        |                                                        |                                                                                    |
| 北西連邦管区                        |                                           |                                                        |                                                                                    |
| サンクトペテルブルク                | プルコヴォ空港                            | ハブ空港                                               |                                                                                    |
| カリーニングラード                  | フラブロヴォ空港                          |                                                        |                                                                                    |
| キロフスク                          | キロフスク-アパチートゥイ・ヒビーヌイ空港 |                                                        |                                                                                    |
| ムルマンスク                        | ムルマンスク空港                          |                                                        |                                                                                    |
| アルハンゲリスク                    | アルハンゲリスク・タラギ空港              |                                                        |                                                                                    |
| スィクティフカル                    | スィクティフカル空港                      |                                                        |                                                                                    |
| 沿ヴォルガ連邦管区                  |                                           |                                                        |                                                                                    |
| ニジニ・ノヴゴロド                  | ストリギノ国際空港                        |                                                        |                                                                                    |
| カザン                              | カザン国際空港                            |                                                        |                                                                                    |
| ペルミ                              | ペルミ国際空港                            |                                                        |                                                                                    |
| サマーラ                            | クルモチ国際空港                          |                                                        |                                                                                    |
| ウファ                              | ウファ国際空港                            |                                                        |                                                                                    |
| サラトフ                            | サラトフ・ガガーリン空港                  |                                                        |                                                                                    |
| イジェフスク                        | イジェフスク空港                          |                                                        |                                                                                    |
| ニジネカムスク                      | ベギシェヴォ空港                          |                                                        |                                                                                    |
| オレンブルク                        | オレンブルク中央空港                      |                                                        |                                                                                    |
| ペンザ                              | ペンザ空港                                |                                                        |                                                                                    |
| オルスク                            | オルスク空港                              |                                                        |                                                                                    |
| 南部連邦管区                        |                                           |                                                        |                                                                                    |
| ソチ                                | ソチ国際空港                              | 焦点空港                                               |                                                                                    |
| ロストフ・ナ・ドヌ                  | プラトフ国際空港                          |                                                        |                                                                                    |
| クラスノダール                      | クラスノダール国際空港                    |                                                        |                                                                                    |
| ヴォルゴグラード                    | ヴォルゴグラード国際空港                  |                                                        |                                                                                    |
| アストラハン                        | アストラハン・ナリマノヴォ国際空港        |                                                        |                                                                                    |
| シンフェロポリ                      | シンフェロポリ国際空港                    |                                                        |                                                                                    |
| アナパ                              | アナパ国際空港                            |                                                        |                                                                                    |
| エリスタ                            | エリスタ空港                              |                                                        |                                                                                    |
| ゲレンジーク                        | ゲレンジーク空港                          |                                                        |                                                                                    |
| 北カフカス連邦管区                  |                                           |                                                        |                                                                                    |
| スタヴロポリ                        | スタヴロポリ国際空港                      |                                                        |                                                                                    |
| ミネラーリヌィエ・ヴォードィ        | ミネラーリヌィエ・ヴォードィ空港          |                                                        |                                                                                    |
| マハチカラ                          | マハチカラ・ウイタシュ国際空港            |                                                        |                                                                                    |
| ナリチク                            | ナリチク国際空港                          |                                                        |                                                                                    |
| グロズヌイ                          | グロズヌイ国際空港                        |                                                        |                                                                                    |
| ウラル連邦管区                      |                                           |                                                        |                                                                                    |
| エカテリンブルク                    | コルツォヴォ国際空港                      | 焦点空港                                               |                                                                                    |
| チェリャビンスク                    | チェリャビンスク空港                      |                                                        |                                                                                    |
| チュメニ                            | ロスキーノ国際空港                        |                                                        |                                                                                    |
| ニジネヴァルトフスク                | ニジネヴァルトフスク国際空港              |                                                        |                                                                                    |
| マグニトゴルスク                    | マグニトゴルスク国際空港                  |                                                        |                                                                                    |
| スルグト                            | スルグト国際空港                          |                                                        |                                                                                    |
| ハンティ・マンシースク              | ハンティ・マンシースク空港                |                                                        |                                                                                    |
| シベリア連邦管区                    |                                           |                                                        |                                                                                    |
| クラスノヤルスク                    | イェメリャノヴォ空港                      | ハブ空港                                               |                                                                                    |
| イルクーツク                        | イルクーツク国際空港                      | 焦点空港                                               |                                                                                    |
| ノヴォシビルスク                    | トルマチョーヴォ空港                      |                                                        |                                                                                    |
| オムスク                            | オムスク・ツェントラーリヌイ国際空港      |                                                        |                                                                                    |
| バルナウル                          | バルナウル国際空港                        |                                                        |                                                                                    |
| ケメロヴォ                          | ケメロヴォ国際空港                        |                                                        |                                                                                    |
| トムスク                            | ボガシェヴォ空港                          |                                                        |                                                                                    |
| アバカン                            | アバカン国際空港                          |                                                        |                                                                                    |
| ゴルノ＝アルタイスク                | ゴルノ＝アルタイスク空港                  |                                                        |                                                                                    |
| ノヴォクズネツク                    | ノヴォクズネツク・スピチェンコヴォ空港    |                                                        |                                                                                    |
| 極東連邦管区                        |                                           |                                                        |                                                                                    |
| ウラジオストク                      | ウラジオストク空港                        | 焦点空港                                               |                                                                                    |
| ハバロフスク                        | ハバロフスク空港                          | 焦点空港                                               |                                                                                    |
| ヤクーツク                          | ヤクーツク空港                            |                                                        |                                                                                    |
| ユジノサハリンスク                  | ユジノサハリンスク空港                    |                                                        |                                                                                    |
| ペトロパブロフスク・カムチャツキー  | エリゾヴォ空港                            |                                                        |                                                                                    |
| チタ                                | カダラ空港                                |                                                        |                                                                                    |
| マガダン                            | ソコル空港                                |                                                        |                                                                                    |
| アナディリ                          | ウゴリヌイ空港                            | 2023年から再開                                         |                                                                                    |
| 旧ソ連 (ロシアを除く)               |                                           |                                                        |                                                                                    |
| ベラルーシ                          | ミンスク                                  | ミンスク第2空港                                        |                                                                                    |
| エストニア                          | タリン                                    | タリン空港                                             |                                                                                    |
| ラトビア                            | リガ                                      | リガ国際空港                                           |                                                                                    |
| リトアニア                          | ヴィリニュス                              | ヴィリニュス国際空港                                   |                                                                                    |
| リトアニア                          | カウナス                                  | カウナス国際空港                                       |                                                                                    |
| モルドバ                            | キシナウ                                  | キシナウ国際空港                                       |                                                                                    |
| カザフスタン                        | アスタナ                                  | ヌルスルタン・ナザルバエフ国際空港                     |                                                                                    |
| カザフスタン                        | アルマトイ                                | アルマトイ国際空港                                     |                                                                                    |
| カザフスタン                        | アティラウ                                | アティラウ空港                                         |                                                                                    |
| カザフスタン                        | アクトベ                                  | アクトベ空港                                           |                                                                                    |
| カザフスタン                        | アクタウ                                  | アクタウ空港                                           |                                                                                    |
| カザフスタン                        | カラガンダ                                | サライ＝アルカ空港                                     |                                                                                    |
| カザフスタン                        | コスタナイ                                | コスタナイ空港                                         |                                                                                    |
| キルギス                            | ビシュケク                                | マナス国際空港                                         |                                                                                    |
| キルギス                            | オシ                                      | オシ空港                                               |                                                                                    |
| キルギス                            | タムチィ                                  | イシク・クル国際空港                                   |                                                                                    |
| ウズベキスタン                      | タシュケント                              | タシュケント国際空港                                   |                                                                                    |
| ウズベキスタン                      | サマルカンド                              | サマルカンド国際空港                                   |                                                                                    |
| ウズベキスタン                      | ウルゲンチ                                | ウルゲンチ国際空港                                     |                                                                                    |
| ウズベキスタン                      | ブハラ                                    | ブハラ国際空港                                         |                                                                                    |
| ウズベキスタン                      | フェルガナ                                | フェルガナ国際空港                                     |                                                                                    |
| アルメニア                          | エレバン                                  | ズヴァルトノッツ国際空港                               |                                                                                    |
| アゼルバイジャン                    | バクー                                    | ヘイダル・アリエフ国際空港                             |                                                                                    |
| アゼルバイジャン                    | ギャンジャ                                | ギャンジャ国際空港                                     |                                                                                    |
| ヨーロッパ                          |                                           |                                                        |                                                                                    |
| ポーランド                          | ワルシャワ                                | ワルシャワ・フレデリック・ショパン空港                 |                                                                                    |
| ハンガリー                          | ブダペスト                                | フェレンツ・リスト国際空港                             |                                                                                    |
| フィンランド                        | ヘルシンキ                                | ヘルシンキ・ヴァンター国際空港                         |                                                                                    |
| ブルガリア                          | ソフィア                                  | ソフィア空港                                           |                                                                                    |
| ブルガリア                          | ブルガス                                  | ブルガス国際空港                                       |                                                                                    |
| ドイツ                              | ベルリン                                  | ベルリン・ブランデンブルク国際空港                     |                                                                                    |
| ドイツ                              | ドレスデン                                | ドレスデン空港                                         |                                                                                    |
| ドイツ                              | ハーン                                    | フランクフルト・ハーン空港                             |                                                                                    |
| ドイツ                              | フランクフルト                            | フランクフルト空港                                     |                                                                                    |
| ドイツ                              | デュッセルドルフ                          | デュッセルドルフ空港                                   |                                                                                    |
| ドイツ                              | ハンブルク                                | ハンブルク国際空港                                     |                                                                                    |
| ドイツ                              | ハノーファー                              | ハノーファー空港                                       |                                                                                    |
| ドイツ                              | ミュンヘン                                | ミュンヘン国際空港                                     |                                                                                    |
| オーストリア                        | ウィーン                                  | ウィーン国際空港                                       |                                                                                    |
| オーストリア                        | ザルツブルク                              | ザルツブルク空港                                       | 季節便                                                                             |
| オーストリア                        | インスブルック                            | インスブルック空港                                     | 季節便                                                                             |
| セルビア                            | ベオグラード                              | ベオグラード・ニコラ・テスラ空港                       |                                                                                    |
| クロアチア                          | スプリト                                  | スプリト空港                                           |                                                                                    |
| クロアチア                          | ザグレブ                                  | ザグレブ国際空港                                       |                                                                                    |
| スロベニア                          | リュブリャナ                              | リュブリャナ空港                                       |                                                                                    |
| モンテネグロ                        | ティヴァト                                | ティヴァト空港                                         |                                                                                    |
| チェコ                              | プラハ                                    | ルズィニエ国際空港                                     |                                                                                    |
| チェコ                              | カルロヴィ・ヴァリ                        | カルロヴィ・ヴァリ空港                                 |                                                                                    |
| デンマーク                          | コペンハーゲン                            | コペンハーゲン国際空港                                 |                                                                                    |
| ベルギー                            | ブリュッセル                              | ブリュッセル国際空港                                   |                                                                                    |
| フランス                            | パリ                                      | シャルル・ド・ゴール国際空港                           |                                                                                    |
| フランス                            | ニース                                    | コート・ダジュール空港                                 |                                                                                    |
| ギリシャ                            | アテネ                                    | アテネ国際空港                                         |                                                                                    |
| ギリシャ                            | テッサロニキ                              | テッサロニキ・マケドニア国際空港                       |                                                                                    |
| ギリシャ                            | イラクリオン                              | イラクリオン国際空港                                   | 季節便                                                                             |
| イタリア                            | ミラノ                                    | ミラノ・マルペンサ国際空港                             |                                                                                    |
| イタリア                            | ローマ                                    | フィウミチーノ空港                                     |                                                                                    |
| イタリア                            | ヴェネツィア                              | ヴェネツィア・テッセラ空港                             |                                                                                    |
| イタリア                            | ヴェローナ                                | ヴェローナ＝ヴィッラフランカ空港                       |                                                                                    |
| イタリア                            | ボローニャ                                | ボローニャ・ボルゴ・パニゴーレ空港                     |                                                                                    |
| マルタ                              | バレッタ                                  | マルタ国際空港                                         |                                                                                    |
| オランダ                            | アムステルダム                            | アムステルダム・スキポール空港                         |                                                                                    |
| ノルウェー                          | オスロ                                    | オスロ空港                                             |                                                                                    |
| ポルトガル                          | リスボン                                  | ポルテラ空港                                           |                                                                                    |
| ルーマニア                          | ブカレスト                                | アンリ・コアンダ国際空港                               |                                                                                    |
| スロバキア                          | ブラチスラヴァ                            | ブラチスラヴァ空港                                     |                                                                                    |
| スペイン                            | マドリード                                | アドルフォ・スアレス・マドリード＝バラハス空港         |                                                                                    |
| スペイン                            | バルセロナ                                | バルセロナ・エル・プラット国際空港                     |                                                                                    |
| スペイン                            | マラガ                                    | マラガ＝コスタ・デル・ソル空港                         |                                                                                    |
| スペイン                            | バレンシア                                | バレンシア空港                                         |                                                                                    |
| スペイン                            | アリカンテ                                | アリカンテ＝エルチェ空港                               |                                                                                    |
| スペイン                            | パルマ・デ・マヨルカ                      | パルマ・デ・マヨルカ空港                               | 季節便                                                                             |
| スペイン                            | テネリフェ                                | テネリフェ・スール空港                                 |                                                                                    |
| スウェーデン                        | ストックホルム                            | ストックホルム・アーランダ空港                         |                                                                                    |
| スイス                              | ジュネーヴ                                | ジュネーヴ・コアントラン国際空港                       |                                                                                    |
| スイス                              | チューリッヒ                              | チューリッヒ空港                                       |                                                                                    |
| イギリス                            | ロンドン                                  | ロンドン・ヒースロー空港                               |                                                                                    |
| アイルランド                        | ダブリン                                  | ダブリン空港                                           |                                                                                    |
| 西アジア                            |                                           |                                                        |                                                                                    |
| トルコ                              | イスタンブール                            | イスタンブール空港                                     |                                                                                    |
| トルコ                              | アンタルヤ                                | アンタルヤ国際空港                                     |                                                                                    |
| トルコ                              | ボドルム                                  | ミラス＝ボドルム空港                                   |                                                                                    |
| トルコ                              | ダラマン                                  | ダラマン空港                                           |                                                                                    |
| トルコ                              | メルスィン                                | メルスィン・チュクロヴァ国際空港                       |                                                                                    |
| イスラエル                          | テルアビブ                                | ベン・グリオン国際空港                                 |                                                                                    |
| イスラエル                          | エイラート                                | オブダ空港                                             | 季節便                                                                             |
| イラン                              | テヘラン                                  | エマーム・ホメイニー国際空港                           |                                                                                    |
| キプロス                            | ラルナカ                                  | ラルナカ国際空港                                       |                                                                                    |
| レバノン                            | ベイルート                                | ラフィク・ハリリ国際空港                               |                                                                                    |
| シリア                              | ダマスカス                                | ダマスカス国際空港                                     |                                                                                    |
| アラブ首長国連邦                    | ドバイ                                    | ドバイ国際空港                                         |                                                                                    |
| アラブ首長国連邦                    | ドバイ                                    | アール・マクトゥーム国際空港                           |                                                                                    |
| アラブ首長国連邦                    | アブダビ                                  | アブダビ国際空港                                       |                                                                                    |
| 東アジア                            |                                           |                                                        |                                                                                    |
| 日本                                | 東京                                      | 東京国際空港                                           |                                                                                    |
| 日本                                | 大阪                                      | 関西国際空港                                           | COVID-19の影響により、就航日未定                                                   |
| 香港                                | 香港                                      | 香港国際空港                                           |                                                                                    |
| 中国                                | 北京                                      | 北京大興国際空港                                       |                                                                                    |
| 中国                                | 上海                                      | 上海浦東国際空港                                       |                                                                                    |
| 中国                                | 広州                                      | 広州白雲国際空港                                       |                                                                                    |
| 中国                                | 成都                                      | 成都双流国際空港                                       |                                                                                    |
| 中国                                | 三亜                                      | 三亜鳳凰国際空港                                       |                                                                                    |
| 韓国                                | ソウル                                    | 仁川国際空港                                           |                                                                                    |
| モンゴル                            | ウランバートル                            | チンギスハーン国際空港                                 |                                                                                    |
| 東南アジア                          |                                           |                                                        |                                                                                    |
| インドネシア                        | デンパサール                              | デンパサール国際空港                                   | 季節便                                                                             |
| タイ                                | バンコク                                  | スワンナプーム国際空港                                 |                                                                                    |
| タイ                                | プーケット                                | プーケット国際空港                                     | 季節便                                                                             |
| ベトナム                            | ハノイ                                    | ノイバイ国際空港                                       |                                                                                    |
| ベトナム                            | ホーチミン                                | タンソンニャット国際空港                               |                                                                                    |
| 南アジア                            |                                           |                                                        |                                                                                    |
| インド                              | デリー                                    | インディラ・ガンディー国際空港                         |                                                                                    |
| インド                              | ヴァスコ・ダ・ガマ (ゴア)                 | ダボリン空港                                           | 季節便                                                                             |
| スリランカ                          | コロンボ                                  | バンダラナイケ国際空港                                 |                                                                                    |
| モルディブ                          | マレ                                      | イブラヒム・ナシル国際空港                             | 季節便                                                                             |
| 北アフリカ                          |                                           |                                                        |                                                                                    |
| エジプト                            | カイロ                                    | カイロ国際空港                                         |                                                                                    |
| エジプト                            | フルガダ                                  | フルガダ国際空港                                       |                                                                                    |
| エジプト                            | シャルム・エル・シェイク                  | シャルム・エル・シェイク国際空港                       |                                                                                    |
| 東アフリカ                          |                                           |                                                        |                                                                                    |
| セーシェル                          | ヴィクトリア                              | セーシェル国際空港                                     |                                                                                    |
| モーリシャス                        | ポートルイス                              | サー・シウサガル・ラングーラム国際空港                 |                                                                                    |
| 中部アフリカ                        |                                           |                                                        |                                                                                    |
| アンゴラ                            | ルアンダ                                  | クアトロ・デ・フェベレイロ空港                         |                                                                                    |
| 北アメリカ                          |                                           |                                                        |                                                                                    |
| アメリカ合衆国                      | ロサンゼルス                              | ロサンゼルス国際空港                                   |                                                                                    |
| アメリカ合衆国                      | ニューヨーク                              | ジョン・F・ケネディ国際空港                            |                                                                                    |
| アメリカ合衆国                      | ワシントンD.C.                            | ワシントン・ダレス国際空港                             |                                                                                    |
| アメリカ合衆国                      | マイアミ                                  | マイアミ国際空港                                       |                                                                                    |
| 中南米                              |                                           |                                                        |                                                                                    |
| メキシコ                            | カンクン                                  | カンクン国際空港                                       |                                                                                    |
| キューバ                            | ハバナ                                    | ホセ・マルティ国際空港                                 |                                                                                    |
| ドミニカ共和国                      | プンタ・カナ                              | プンタ・カナ国際空港                                   | 季節便                                                                             |
| 休・廃止路線                        |                                           |                                                        |                                                                                    |
| ロシア                              | モスクワ                                  | ドモジェドヴォ空港                                     | ソ連崩壊後、シェレメーチエヴォに集約。かつて、同社の極東などの長距離国内線が就航。 |
| ロシア                              | ヤロスラヴリ                              | トゥノシナ空港                                         |                                                                                    |
| ロシア                              | ノリリスク                                | ノリリスク・アリケリ空港                               | 当時子会社のノルダヴィアが継承                                                     |
| ロシア                              | キーロフ                                  | キーロフ・ポベジロヴォ空港                             | LCCのポベーダに移管                                                                |
| ロシア                              | ティクシ                                  | ティクシ空港                                           |                                                                                    |
| ロシア                              | ドネツク                                  | ドネツク国際空港                                       | 2014年から運休中                                                                   |
| ロシア                              | ブラゴヴェシチェンスク                    | イグナチェヴォ空港                                     |                                                                                    |
| ロシア                              | イヴァノヴォ                              | ユジヌィ空港                                           |                                                                                    |
| ロシア                              | ルガンスク                                | ルガンスク空港                                         | 就航当時の地名はヴォロシロフグラードであった                                       |
| ロシア                              | ノヤブリスク                              | ノヤブリスク空港                                       |                                                                                    |
| ロシア                              | ウラジカフカス                            | ベスラン空港                                           |                                                                                    |
| ロシア                              | クルガン                                  | クルガン空港                                           |                                                                                    |
| ロシア                              | ノヴィ・ウレンゴイ                        | ノーヴィ・ウレンゴイ空港                               |                                                                                    |
| ロシア                              | ナリヤン・マル                            | ナリヤン・マル空港                                     |                                                                                    |
| ロシア                              | ペトロザヴォーツク                        | ペトロザヴォーツク・ベソベツ空港                       | LCCのポベーダに移管                                                                |
| ロシア                              | オハ                                      | オハ空港                                               |                                                                                    |
| ロシア                              | ブラーツク                                | ブラーツク空港                                         |                                                                                    |
| ロシア                              | ニコラエフスク・ナ・アムーレ              | ニコラエフスク・ナ・アムーレ空港                       |                                                                                    |
| ウクライナ                          | キエフ                                    | ボルィースピリ国際空港                                 | 2015年から運休中                                                                   |
| ウクライナ                          | オデッサ                                  | オデッサ国際空港                                       | 2015年から運休中                                                                   |
| ウクライナ                          | ハリコフ                                  | ハリコフ国際空港                                       | 2014年から運休中                                                                   |
| ウクライナ                          | ドニプロ                                  | ドニプロ国際空港                                       | 2014年から運休中                                                                   |
| ベラルーシ                          | ホメリ                                    | ホメリ空港                                             |                                                                                    |
| ジョージア                          | トビリシ                                  | トビリシ国際空港                                       | 2019年から運休中                                                                   |
| ジョージア                          | バトゥミ                                  | バトゥミ国際空港                                       |                                                                                    |
| ジョージア                          | クタイシ                                  | ダヴィト・ザ・ビルダー・クタイシ国際空港               |                                                                                    |
| ウズベキスタン                      | カルシ                                    | カルシ空港                                             |                                                                                    |
| ウズベキスタン                      | アンディジャン                            | アンディジャン空港                                     |                                                                                    |
| ウズベキスタン                      | ナマンガン                                | ナマンガン空港                                         |                                                                                    |
| ウズベキスタン                      | ナヴォイ                                  | ナヴォイ空港                                           |                                                                                    |
| ウズベキスタン                      | ヌクス                                    | ヌクス空港                                             |                                                                                    |
| ウズベキスタン                      | テルメズ                                  | テルメズ空港                                           |                                                                                    |
| トルクメニスタン                    | アシガバート                              | アシガバート空港                                       |                                                                                    |
| トルクメニスタン                    | テュルクメナバート                        | テュルクメナバート空港                                 |                                                                                    |
| トルクメニスタン                    | トルクメンバシ                            | トルクメンバシ国際空港                                 |                                                                                    |
| トルクメニスタン                    | バルカナバート                            | バルカナバート空港                                     |                                                                                    |
| トルクメニスタン                    | マル                                      | マル国際空港                                           |                                                                                    |
| トルクメニスタン                    | ダショグズ                                | ダショグズ空港                                         |                                                                                    |
| ポーランド                          | クラクフ                                  | クラクフ・バリツェ空港                                 |                                                                                    |
| クロアチア                          | ドゥブロヴニク                            | ドゥブロヴニク空港                                     |                                                                                    |
| ドイツ                              | ベルリン                                  | ベルリン・テーゲル空港                                 |                                                                                    |
| ドイツ                              | ライプツィヒ                              | ライプツィヒ・ハレ空港                                 |                                                                                    |
| ドイツ                              | ケルン                                    | ケルン・ボン空港                                       |                                                                                    |
| ルクセンブルク                      | ルクセンブルク                            | ルクセンブルク＝フィンデル空港                         |                                                                                    |
| フランス                            | マルセイユ                                | マルセイユ・プロヴァンス空港                           |                                                                                    |
| スイス                              | バーゼル                                  | ユーロエアポート・バーゼル＝ミュールーズ空港           |                                                                                    |
| イギリス                            | ロンドン                                  | ロンドン・ガトウィック空港                             |                                                                                    |
| イギリス                            | マンチェスター                            | マンチェスター空港                                     |                                                                                    |
| トルコ                              | イスタンブール                            | アタテュルク国際空港                                   | イスタンブール空港へ移転                                                           |
| トルコ                              | アダナ                                    | アダナ・シャキルパシャ空港                             |                                                                                    |
| シエラレオネ                        | フリータウン                              | ルンギ国際空港                                         |                                                                                    |
| 赤道ギニア                          | マラボ                                    | マラボ国際空港                                         |                                                                                    |
| アメリカ合衆国                      | シカゴ                                    | シカゴ・オヘア国際空港                                 |                                                                                    |
| アメリカ合衆国                      | シアトル                                  | シアトル・タコマ国際空港                               |                                                                                    |
| アメリカ合衆国                      | サンフランシスコ                          | サンフランシスコ国際空港                               |                                                                                    |
| アメリカ合衆国                      | オーランド                                | オーランド・サンフォード国際空港                       |                                                                                    |
| アメリカ合衆国                      | アンカレッジ                              | テッド・スティーブンス・アンカレッジ国際空港           |                                                                                    |
| カナダ                              | トロント                                  | トロント・ピアソン国際空港                             | 2014年から運休中                                                                   |
| カナダ                              | モントリオール                            | モントリオール・ピエール・エリオット・トルドー国際空港 |                                                                                    |
| 日本                                | 東京                                      | 成田国際空港                                           | 2020年3月28日を以って撤退                                                          |
| 日本                                | 新潟                                      | 新潟空港                                               | ツポレフTu-154で運航                                                               |
| 日本                                | 名古屋                                    | 県営名古屋空港                                         |                                                                                    |
| 日本                                | 函館                                      | 函館空港                                               | サハリン航空が継承                                                                 |
| 日本                                | 富山                                      | 富山空港                                               | 1995年4月11日就航。その後ウラジオストク航空が継承                                  |
| 中国                                | 北京                                      | 北京首都国際空港                                       | 北京大興国際空港へ移転                                                             |
| 中国                                | 天津                                      | 天津浜海国際空港                                       |                                                                                    |
| 中国                                | ハルビン                                  | ハルビン太平国際空港                                   | オーロラ航空に移管                                                                 |
| 中国                                | 瀋陽                                      | 瀋陽桃仙国際空港                                       |                                                                                    |
| 中国                                | ウルムチ                                  | ウルムチ地窩堡国際空港                                 |                                                                                    |
| 香港                                | 香港                                      | 啓徳空港                                               |                                                                                    |
| 韓国                                | ソウル                                    | 金浦国際空港                                           |                                                                                    |
| 北朝鮮                              | 平壌                                      | 平壌国際空港                                           |                                                                                    |
| カンボジア                          | プノンペン                                | プノンペン国際空港                                     |                                                                                    |
| ラオス                              | ビエンチャン                              | ワットタイ国際空港                                     |                                                                                    |
| ミャンマー                          | ヤンゴン                                  | ヤンゴン国際空港                                       |                                                                                    |
| シンガポール                        | シンガポール                              | シンガポール・チャンギ空港                             |                                                                                    |
| マレーシア                          | クアラルンプール                          | クアラルンプール国際空港                               |                                                                                    |
| インドネシア                        | ジャカルタ                                | スカルノ・ハッタ国際空港                               |                                                                                    |
| インド                              | ムンバイ                                  | チャトラパティ・シヴァージー国際空港                   |                                                                                    |
| インド                              | コルカタ                                  | ネータージー・スバース・チャンドラ・ボース国際空港     |                                                                                    |
| ネパール                            | カトマンズ                                | トリブバン国際空港                                     |                                                                                    |
| バングラデシュ                      | ダッカ                                    | ハズラット・シャージャラル国際空港                     |                                                                                    |
| パキスタン                          | カラチ                                    | ジンナー国際空港                                       |                                                                                    |
| アフガニスタン                      | カーブル                                  | カーブル国際空港                                       |                                                                                    |
| アラブ首長国連邦                    | シャールジャ                              | シャールジャ国際空港                                   |                                                                                    |
| バーレーン                          | バーレーン                                | バーレーン国際空港                                     |                                                                                    |
| シリア                              | アレッポ                                  | アレッポ国際空港                                       |                                                                                    |
| ヨルダン                            | アンマン                                  | クィーンアリア国際空港                                 |                                                                                    |
| イラク                              | バグダード                                | バグダード国際空港                                     |                                                                                    |
| クウェート                          | クウェート                                | クウェート国際空港                                     |                                                                                    |
| イエメン                            | サナア                                    | サナア国際空港                                         |                                                                                    |
| イエメン                            | アデン                                    | アデン国際空港                                         |                                                                                    |
| オーストラリア                      | シドニー                                  | シドニー国際空港                                       | バンコクで給油                                                                     |

### ハブ空港
アエロフロートはモスクワ市内にある国際空港、シェレメーチエヴォ国際空港をハブ空港として利用している。2007年12月に40000m²の広さを持つターミナルCが完成、2009年11月には、ターミナルDが完成している。アエロフロートが国内線用のターミナルとして利用しているターミナルCは壁面がアエロフロートのイメージカラーである青とオレンジに塗装されている。ターミナルDはアエロフロートと同社が加盟するスカイチーム加盟各社の専用ターミナルとなっている。その後、ターミナルEが2010年3月に完成し、ターミナルFもリニューアルするなど改修、拡張が進んでおり、一昔前の暗いイメージから明るく近代的に生まれ変わっている。
ビジネスクラスラウンジはシャワーを完備し、利用者には自然派アメニティを用意している。
また、シベリアのクラスノヤルスクをハブ化することを発表している。

### 世界有数の規模

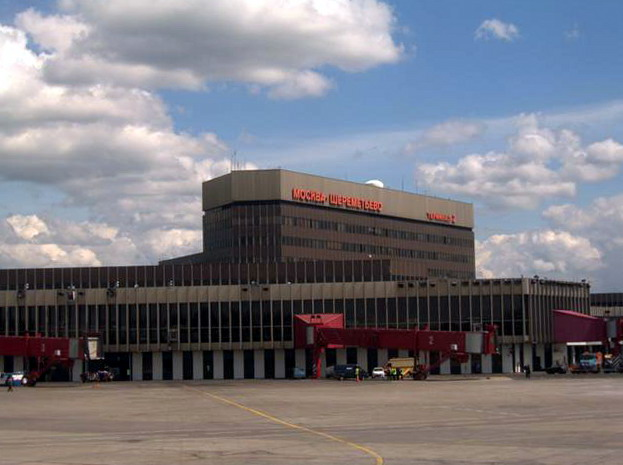
シェレメーチエヴォII

アエロフロートは、ロシア、そして東ヨーロッパで最大の規模を誇り、世界有数のネットワークを持つ航空会社として世界各地に路線を広げている。2006年にスカイチームに加盟し、2014年12月時点ではコードシェアを含め178ヶ国、1,000を超える都市に就航していた（2022年より会員資格停止中）。
2022年にロシアがウクライナに侵攻すると、ロシアの航空機に対する乗り入れ制限や接収などの制裁措置が発動された。このため、一時的にアエロフロートを含むロシアの航空会社が運航していた全ての国際線が運航中止となり、2022年11月現在でもタイやスリランカなど一部の国を除いた国際線の運航停止が継続されている。

## 日本との関係

### 日本への運航路線（2022年運休時点）
2022年3月9日をもって日本路線は全便が運休となっている。
| 便名        | 路線           | 路線      | 機材                | 運航本数                                          | コードシェア |                  |
| ----------- | -------------- | --------- | ------------------- | ------------------------------------------------- | ------------ | ---------------- |
| SU260/261   | モスクワ       | 東京/羽田 | エアバスA350-900    | 週1便 （日本航空へのコードシェアと合わせて週2便） | JL/日本航空  |                  |
| SU260/261   | モスクワ       | 東京/成田 | ボーイング777-300ER | あわせて1日1便                                    |              | オーロラ航空運航 |
| SU262/263   | モスクワ       | 東京/成田 | ボーイング777-300ER | あわせて1日1便                                    |              | オーロラ航空運航 |
| SU264/265   | モスクワ       | 東京/成田 | ボーイング777-300ER | あわせて1日1便                                    |              | オーロラ航空運航 |
| SU5480/5481 | ウラジオストク | 東京/成田 | エアバスA319        | 週1-2便                                           |              | オーロラ航空運航 |

### 日本との歴史
- 1967年、日本航空との共同運航で、東京/羽田-モスクワ/シェレメーチエヴォ線にTu-114で初就航[24]。
- 1969年、機材をTu-114から、IL-62へ変更[24]。
- 1970年、東京-モスクワ線でアエロフロートと日本航空がそれぞれ単独運航を開始[24]。
- 1973年、新潟-ハバロフスク線に就航。のちにダリアビア航空に移管され、されにその後はウラジオストク航空が運航。
- 1978年の成田国際空港開港に合わせて、東京-モスクワ線の東京での使用空港を、羽田空港から成田空港へ変更[24]。
- 2007年12月14日、東京/成田線のモスクワへの乗り入れ空港を、ドモジェドボ空港に変更[24]。
- 2020年3月29日より、羽田空港-モスクワ/シェレメーチエヴォ線を再開。主にエアバスA350-900などを用いて運航[25][26]。
- 2020年3月29日より、日本航空とコードシェア提携を開始[27]。
- 2020年3月30日より、新型コロナウイルス感染拡大のため、日本路線を運休。羽田線は就航してわずか数日での運休となった。
- 2020年11月5日より、東京/羽田-モスクワ/シェレメーチエヴォ線を再開。
- 2020年6月1日から大阪/関西線を就航させる予定となっていたが[28]、COVID-19の影響で延期され、その後のロシアのウクライナ侵攻により、就航することはなかった。
- ロシアのウクライナ侵攻に伴い、2022年3月をもって、日本路線を含む国際線の運航を停止した。

## サービス

### マイレージサービス
アエロフロートのマイレージサービスは アエロフロートボーナス であり、スカイチーム加盟各社と提携している。フライトに応じてマイルが加算され、マイルが貯まると無料航空券やアップグレード、提携ホテルの無料宿泊などのサービスが利用可能。入会金、年会費などは無料となっている。提携しているホテルにはヒルトンやマリオット・インターナショナル、ノボテルなど大手ホテルが含まれている。
なお、アエロフロートおよびチェコ航空、中国南方航空搭乗時には、エコノミークラスであっても予約クラスによって加算マイル数が異なる。

### ビジネスクラス
「プレジデント」と呼ばれるアエロフロートのビジネスクラスは、最新鋭のコクーン型シートとなっている。独自に設計したコクーン型シートは、リラックスできるスペースを提供。ビジネスクラスを利用すると、チェックインから搭乗、手荷物の取り扱いにおいて優先的に対応される。ボーイング777とエアバス330を使用する8時間以上のフライトでは、ビジネスクラス向けに枕や掛布団、ベッドシーツも提供している。空港ではビジネスクラスラウンジも利用が可能。ラウンジのバーは24時間営業で、豊富な種類の飲み物や焼きたてパン、タルトなどを提供している。

### 機内食
ビジネスクラス向けのメニューは3ヶ月に1度、メニューを一新している。メニューはLSGスカイシェフをはじめ、ロシアの有名シェフやフードジャーナリストが監修している。モスクワのレストランでジャーナリスト、著名人などに披露され、評価を受けた上で正式にメニューとして決定している。試食会には、日本でも有名な元フィギュアスケート選手のエフゲニー・プルシェンコも招待されている。
エコノミークラスでは、毎月4種類のメニューを用意。ホットミールは2種類から選択が可能。路線、ご利用時間、飛行時間に応じて、軽食・朝食・昼食・夕食の機内食を提供しており、メニューにはロシア料理と世界各国の伝統料理を取り入れている。詳しくは アエロフロートホームページを参照。

### 機内誌
機内誌は"Aeroflot Style（アエロフロート・スタイル）"という名前で毎月発行され、ロシア語と英語で世界中の都市や世界各国の料理を紹介したり、アエロフロートのニュースを掲載している。約300ページの構成となっており、内容はかなり充実している。英語のページは後半の30ページ程度となっておりメインはロシア語。成田便には"オーロラ"という名前の日本語版機内誌が用意されており、ロシアや世界各国の情報を紹介している。こちらは約50ページで構成されている。

### Wi-Fiサービス
長距離路線で有料機内Wi-Fiサービスを導入している。"On Board Internet Program"と呼ばれる同サービスは2010年から開始しており、ビジネスマンを中心に多くのフライヤーの利便性を高めている。

### 受託手荷物
エコノミークラスは縦・横・高さ3辺の和が158cm、重さ23kg以内は無料。ビジネスクラスは縦・横・高さ3辺の和が158cm、重さ32kg以内は無料となっている。また、無料で預けることができる荷物の個数はエコノミークラスで1個、ビジネスクラスで2個となっている。ただし、エコノミークラスでも運賃種別がEconomy-Premium、Premium-Comfortの航空券の場合は2個まで無料で持ち込みが可能となっている。規定のサイズ、重量、個数を超えた場合は超過料金が発生する。

### 機内持ち込み手荷物
機内持ち込みが可能な手荷物のサイズは縦・横・高さ3辺の和が115cm（55x40x20）以内となっている。また、エコノミークラスは10kgの荷物が1つまで、ビジネスクラスは15kgの荷物が2つまで持ち込み可能。なお、女性用ハンドバッグ、ビジネスバッグ、パソコンケース、ベビーカーは機内持ち込み手荷物にはカウントせず持ち込みが可能。

### スマートフォンアプリ
iPhoneおよびiPadユーザー向けに自身の予約情報やアエロフロート・ボーナスのマイル獲得状況、特別オファーに関する情報を見ることができるアプリを提供している。同アプリには追加で6名までユーザーを登録でき、アプリ内でチケットを買う際などに入力の手間が省けるようになっている。また、同アプリはApple社から発売されているApple Watchにも対応している。（2015年4月時点）

## 受賞歴
- 2013年6月 - スカイトラックス社より東ヨーロッパのベスト・エアラインとして2度目の受賞。
- 2014年6月 - スカイトラックス社より東ヨーロッパのベスト・エアラインとして3度目の受賞。
- 2014年12月 - FlightStats社より2014年11月の定時運航世界第1位として受賞。
- 2015年1月 - 韓国の旅行誌「Global Travel Newspaper Korea」より海外のベストエアライン2014を受賞。
- 2015年4月 - 2014年有償座席キロ数（RSK）が858億2000万旅客キロとなり欧州5位、前年比伸び率が12.3%となり欧州4位となった。同指標では3年連続で欧州トップ5入り（エアライン・ビジネス誌発表）。

## 保有機材
| 航空機               | 保有数 | 発注数 | 座席数 | 座席数 | 座席数 | 座席数 | 備考                                    |
| 航空機               | 保有数 | 発注数 | B      | C      | E      | 合計   | 備考                                    |
| -------------------- | ------ | ------ | ------ | ------ | ------ | ------ | --------------------------------------- |
| エアバスA320-200     | 58     | -      | 20     | -      | 120    | 140    |                                         |
| エアバスA320-200     | 58     | -      | 8      | -      | 150    | 158    |                                         |
| エアバスA320neo      | 6      | -      | 12     | -      | 144    | 156    |                                         |
| エアバスA321-200     | 32     | -      | 28     | -      | 142    | 170    |                                         |
| エアバスA321-200     | 32     | -      | 16     | -      | 167    | 183    |                                         |
| エアバスA321neo      | 3      | -      | 12     | -      | 184    | 196    |                                         |
| エアバスA330-300     | 12     | -      | 28     | -      | 268    | 296    |                                         |
| エアバスA330-300     | 12     | -      | 36     | -      | 265    | 301    |                                         |
| エアバスA350-900     | 7      | -      | 28     | 24     | 264    | 316    |                                         |
| ボーイング737-800    | 37     | -      | 20     | -      | 138    | 158    |                                         |
| ボーイング777-300ER  | 22     | -      | 30     | 48     | 324    | 402    |                                         |
| ボーイング777-300ER  | 22     | -      | 28     | 24     | 375    | 427    |                                         |
| イルクート MS-21-300 | -      | 200    | 16     | -      | 159    | 175    | 2026年より導入予定                      |
| ツポレフ Tu-214      | -      | 11     | 12     | -      | 163    | 175    | 40機のオプション付き 2026年より導入予定 |
| 合計                 | 171    | 211    |        |        |        |        |                                         |

### 保有機の国籍
ソ連時代は全ての機体がソ連製であり、СССР-（ラテン文字ではSSSR-）というキリル文字を使用した機体番号であった。ソ連崩壊後のアエロフロートはイリューシンIl-96やイリューシンIl-86、ツポレフTu-204、スホーイ・スーパージェット100などのソ連・ロシア製の機体はロシア国籍であり、RA-の機体記号が使用されていたが、ボーイングやエアバス等の西側機は全ての機体がリース機材で、RA-の機体記号を持つロシア国籍の西側機は存在しなかった（VP-B**/VQ-B**、バミューダ諸島の機体記号など）。
2022年のロシアのウクライナ侵攻開始以降、欧米各国などからロシアとの取引を禁じる制裁措置が行われ、航空機リース会社は同年3月末までにアエロフロート等のロシアの全ての航空会社とリース契約を終了するよう各国政府から通告された。これを受け、ロシアのウラジーミル・プーチン大統領は2022年3月に「対抗措置」としてリース機の登録をバミューダ諸島籍などからロシア国籍に変更可能にする新法を成立させ、リース会社から航空機を接収することを合法化した。このため、2022年11月現在までにロシア国内の全ての航空会社の保有機体においてVP-/VQ-からRA-への記号変更が行われた。また、バミューダ諸島が取り消した耐空証明についてもロシア国籍で再発行されている。
ロシアに接収された航空機を回収することは絶望的とみられているが、一方でアエロフロートは接収した航空機のうち、ボーイング777-300ER型機を10機、エアバスA330-300型機を8機リース会社から買い取っている。

### 機材の変遷
旧ソ連時代のアエロフロートは、使用機材のほぼ全てがツポレフ、イリューシン、アントノフ、ヤコヴレフなどのソ連内で製造されたもの、またはポーランドでライセンス生産された機体であった（例外はチェコスロバキアで設計・製造されたL-410やポーランドで設計・製造された複葉単発ジェット機M-15など）。
冷戦が終焉した1990年代以降は、1992年に子会社の「ロシア国際航空」がエアバスA310を初めて導入（現在A310は全機退役し、ロシア国際航空もアエロフロートに吸収されている）して以来、ボーイングやエアバスなどの西側機材の導入を進め、西欧路線にはエアバス機、日本路線には通常期はエアバス機、夏季等は大型のボーイング機、東欧やロシア国内の長距離路線には大型のイリューシン機（ロンドン線にも就航していた）、同短距離路線には小・中型のツポレフ機が使用されることが多く、特に海外路線で旧ソ連製（ロシア製）航空機が活躍することは少なくなっていた。
運航効率が悪く老朽化が進んだ上に西側機が増加したためか、IL-86が2006年11月に引退するなど旧ソ連製機材の退役が進んでいたが、その一方で近年、フランクフルトやローマ等、冷戦時代から西側に属していた国々にも機齢が新しいツポレフ Tu-154Mを就航させるなど、再びロシア機の活躍が目立つようになってきていた。
現在、アエロフロートは、大規模な機材更新を進めている。運航効率の悪さや経年化を理由に、前述の通りイリューシン IL-86が2006年11月に、イリューシン IL-96も2013年度中で全機退役した他、2008年1月6日をもって、ツポレフ Tu-134A-3が全機退役した（なお、Tu-134のラストフライトは、カリーニングラード-モスクワ便であった）。前述のように活躍の場が広がっていたTu-154Mも、2008〜2009年の間に順次退役し、エアバスA320ファミリーと2010年1月に完全に置き換えられた。
同社はA320ファミリーの他にも、幅広く最新鋭機を発注している。ボーイング777-300ERを6機、ボーイング777-200ERを2機、ボーイング787 ドリームライナーを22機、エアバスA330-200を10機、エアバスA350 XWBを22機、スホーイ・スーパージェット100を30機発注している。スホーイ・スーパージェット100は、2012年3月5日に6機目（機体番号:RA-89005）を受領し、この機材には「スカイチーム」の塗装が施工されている。
777-300ERを受領を機に、史上初のアエロフロート向け機材のボーイング社顧客記号（カスタマーコード）M0（数字の0でローマ字のOではない）を取得し、777-3M0ERとなってロールアウトする。この初号機（VP-BGB）は2013年1月31日に引渡しを受けた。これまでの767-300ERはリース機材であったため767-36NERという型式が存在する。そしてA330-200と777-300ERの新規導入が進捗した事により、これまでの767-300ERは退役している。
また、同社は新型ロシア国産機であるイルクート MS-21を発注している。2022年のロシアのウクライナ侵攻開始後、西側機の購入やリース、その後の運用が困難となりMS-21のほかにTu-214を両機種合わせて300機発注している。

### 過去の機材
- エアバスA310 : 1992年 - 2005年
- エアバスA319 : 2003年 - 2013年[43]
- エアバスA330-200:2008年 - 2021年[44]
- アントノフAn-2 : 1948年 - 不明
- アントノフAn-10 : 1959年 - 1973年
- アントノフAn-24 : 1962年 - 不明
- アントノフAn-124 : 1980年 - 2000年
- ボーイング737-300F : 2008年 - 2009年
- ボーイング737-400 : 1994年 - 2005年
- ボーイング767-300ER : 1994年 - 2015年
- ボーイング767-300ERF : 1994年 - 2014年
- ボーイング777-200ER : 1998年 - 2005年
- イリューシンIl-12 : 1947年 - 1970年
- イリューシンIl-14 : 1954年 - 不明
- イリューシンIl-18 : 1958年 - 不明
- イリューシンIl-62 : 1967年 - 2002年
- イリューシンIl-76 : 1979年 - 2004年
- イリューシンIl-86 : 1980年 - 2006年
- イリューシンIl-96-300 : 1993年 - 2014年
- マクドネル・ダグラス DC-10 : 1995年 - 2009年
- マクドネル・ダグラス MD-11F : 2008年 - 2013年
- ツポレフTu-104 : 1956年 - 1979年
- ツポレフTu-114 : 1961年 - 1976年
- ツポレフTu-124 : 1962年 - 1980年
- ツポレフTu-134 : 1967年 - 2007年
- ツポレフTu-144 : 1977年 - 1978年
- ツポレフTu-154 : 1968年 - 2009年
- ツポレフTu-204 : 1990年 - 2005年
- ヤコブレフYak-40 : 1966年 - 1995年
- ヤコブレフYak-42 : 1980年 - 2000年

### 塗装

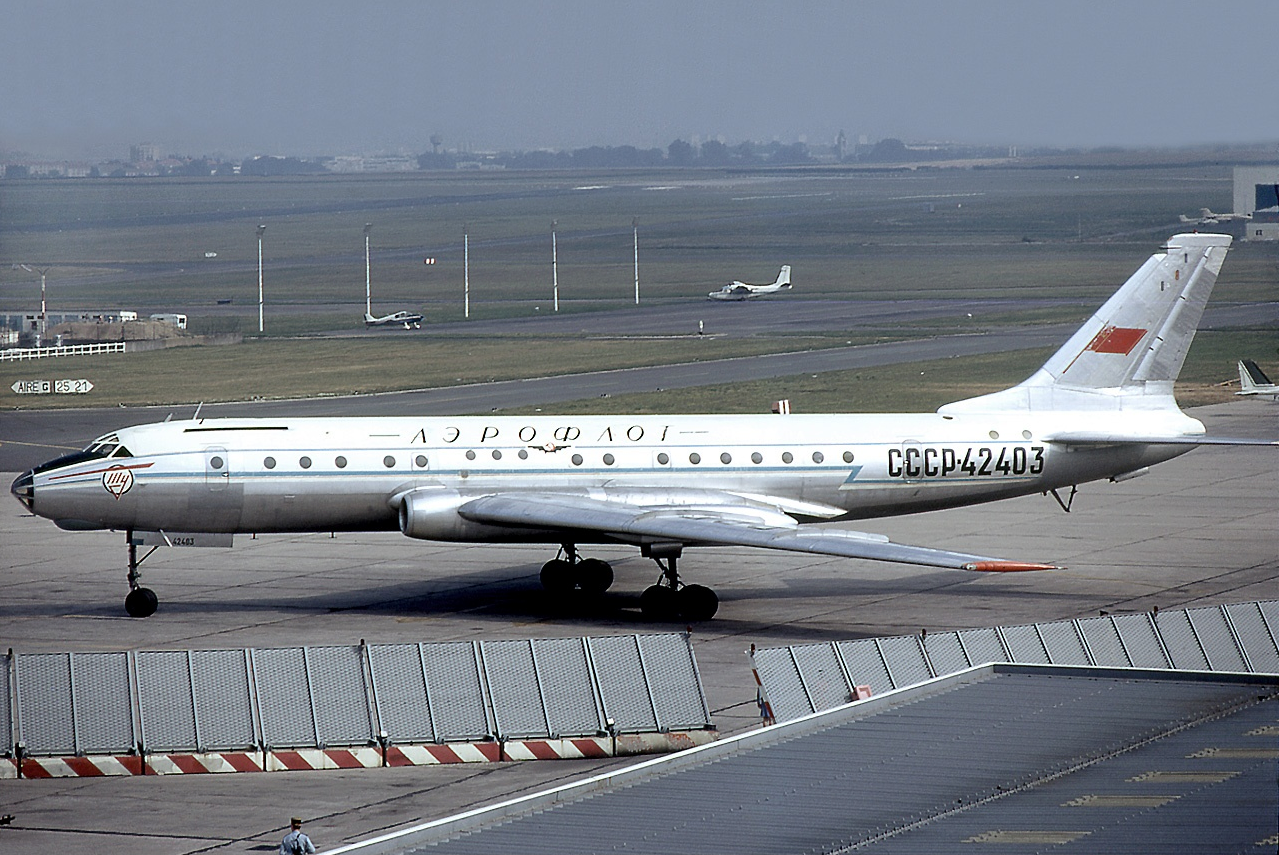
Tu-104 1974年
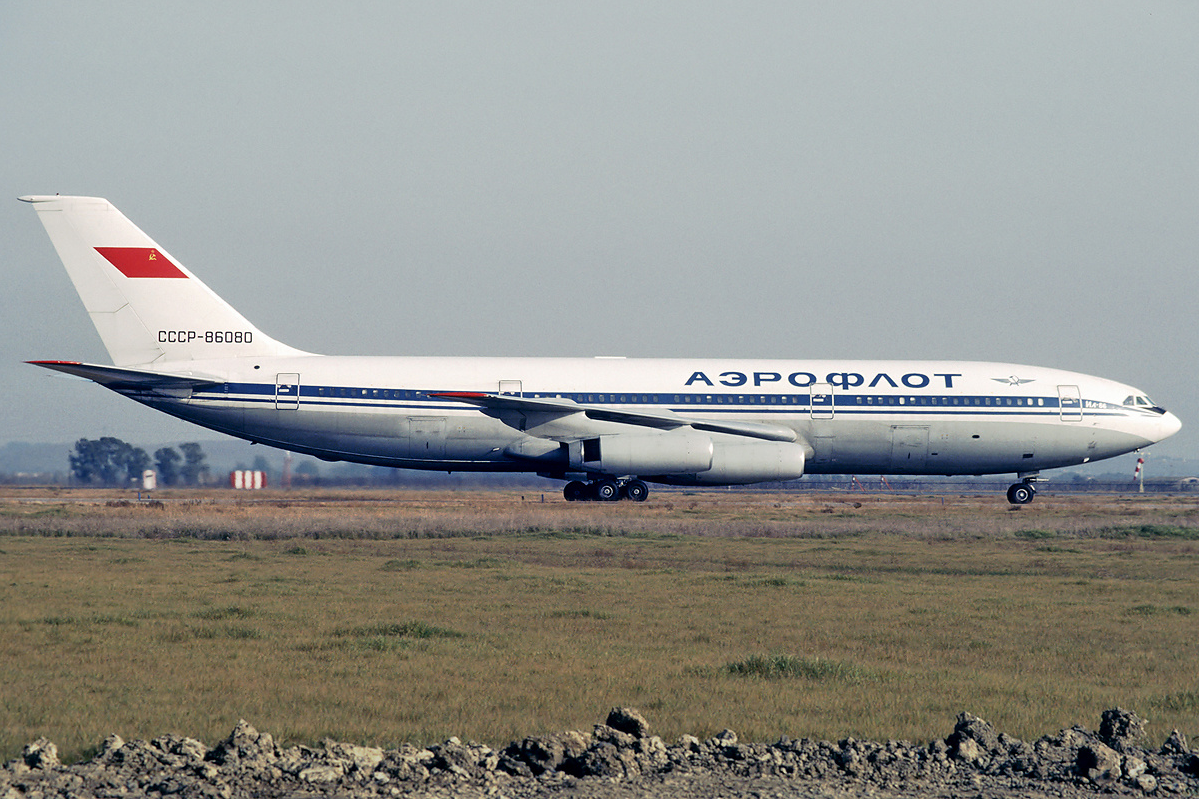
Il-86 1992年
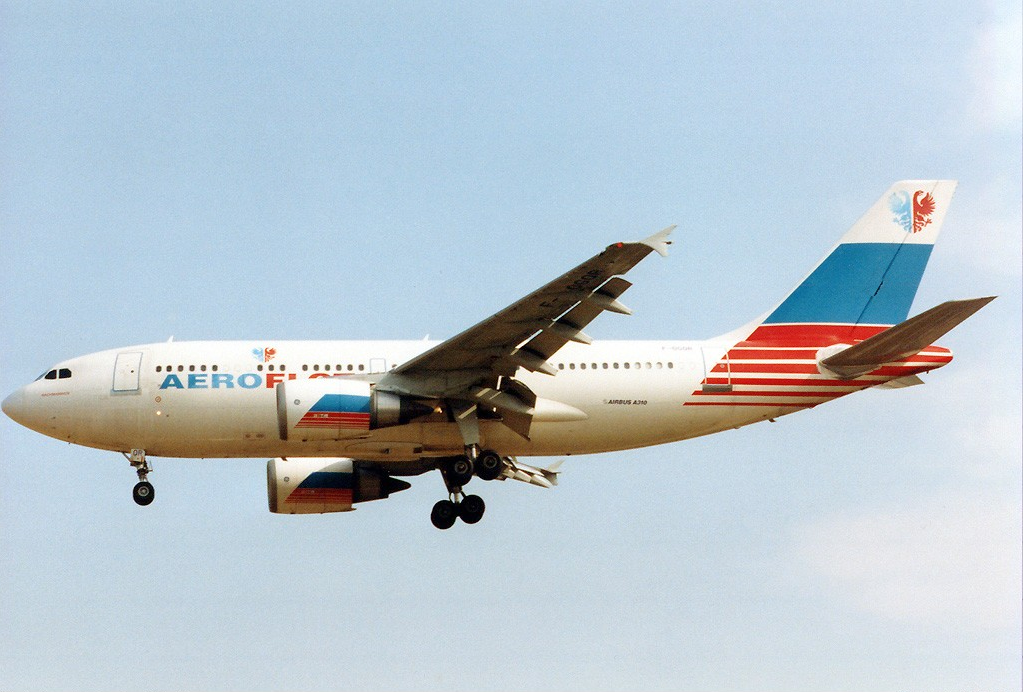
エアバスA310 1994年 アエロフロート・ロシア国際航空の塗装
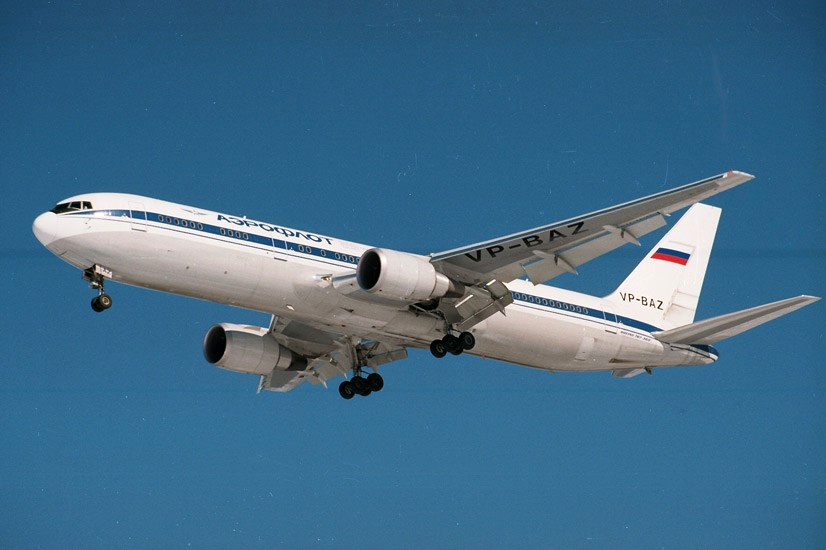
ボーイング767-300ER 2001年
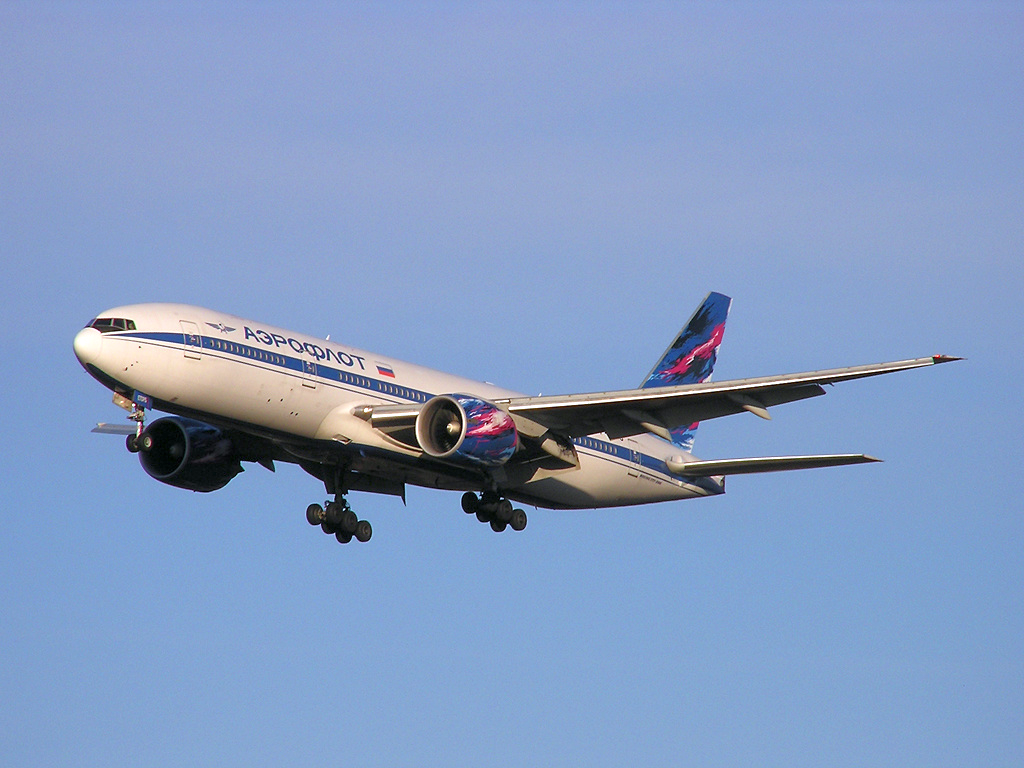
ボーイング777-200 2003年
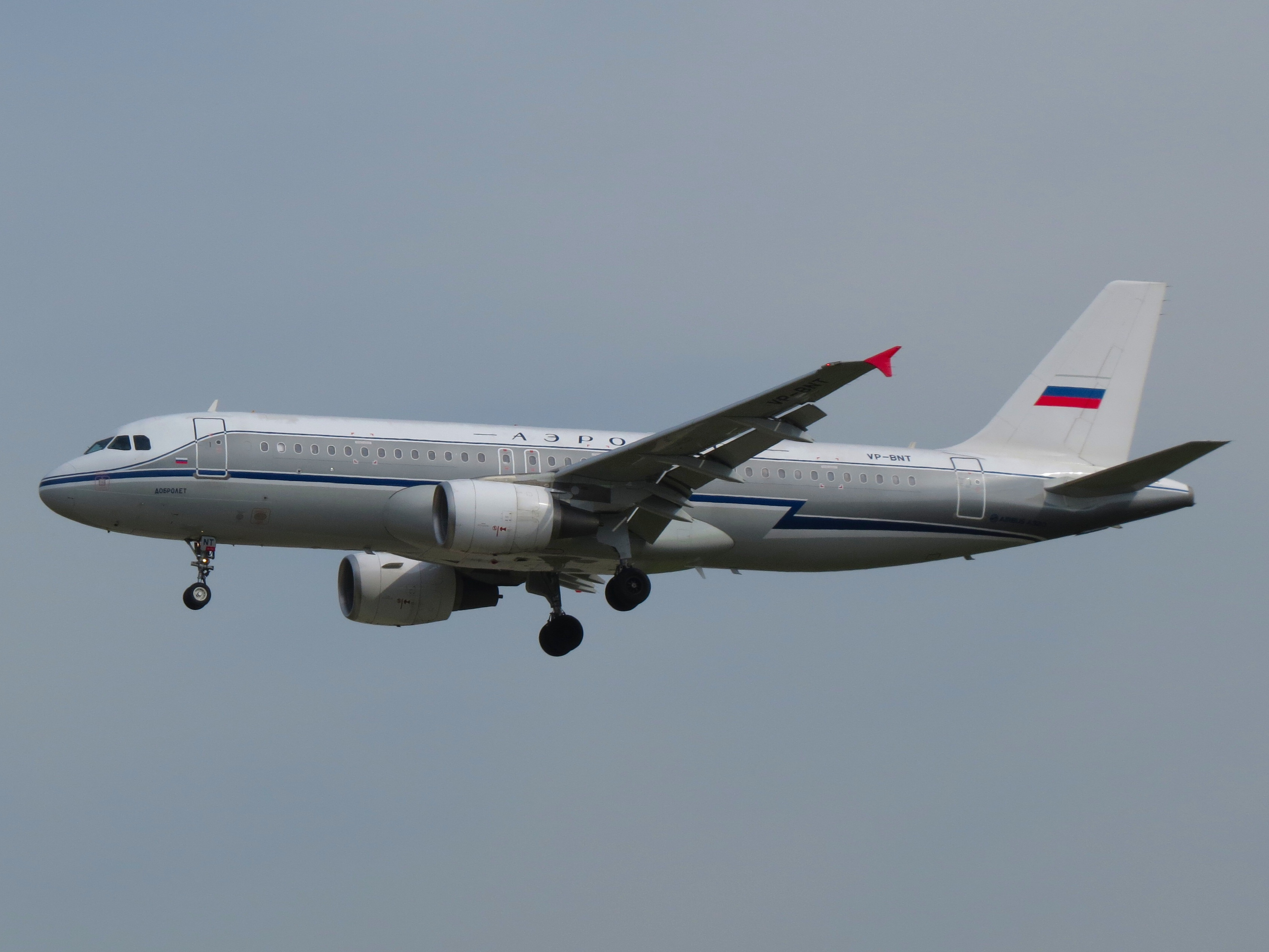
エアバスA320 2014年 復刻塗装
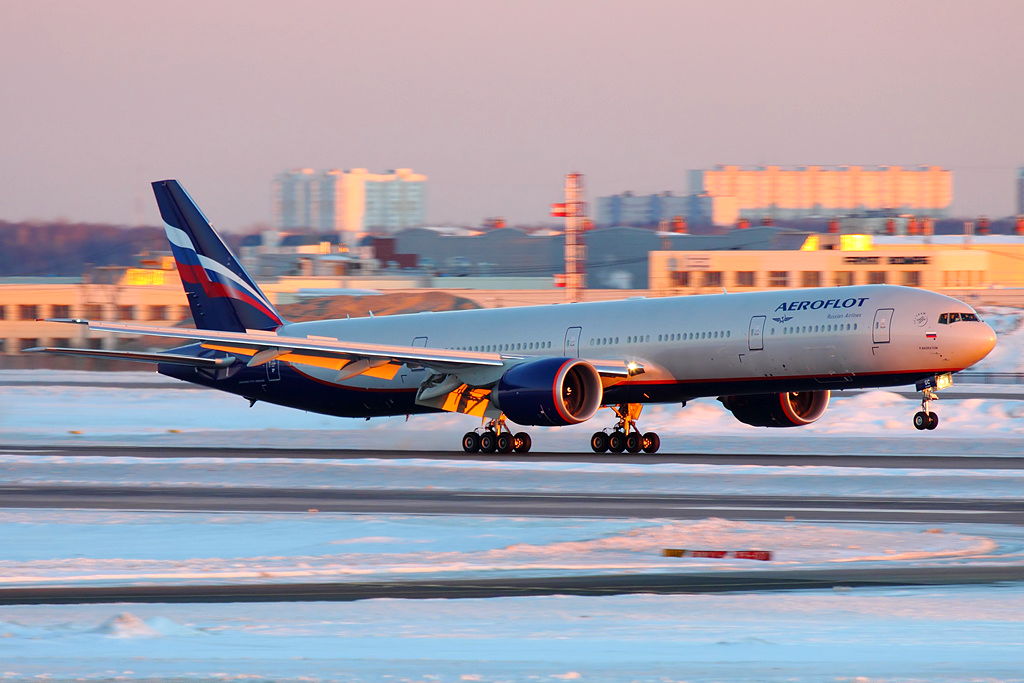
ボーイング 777-300ER 2013年 現在、多数派となっている塗装
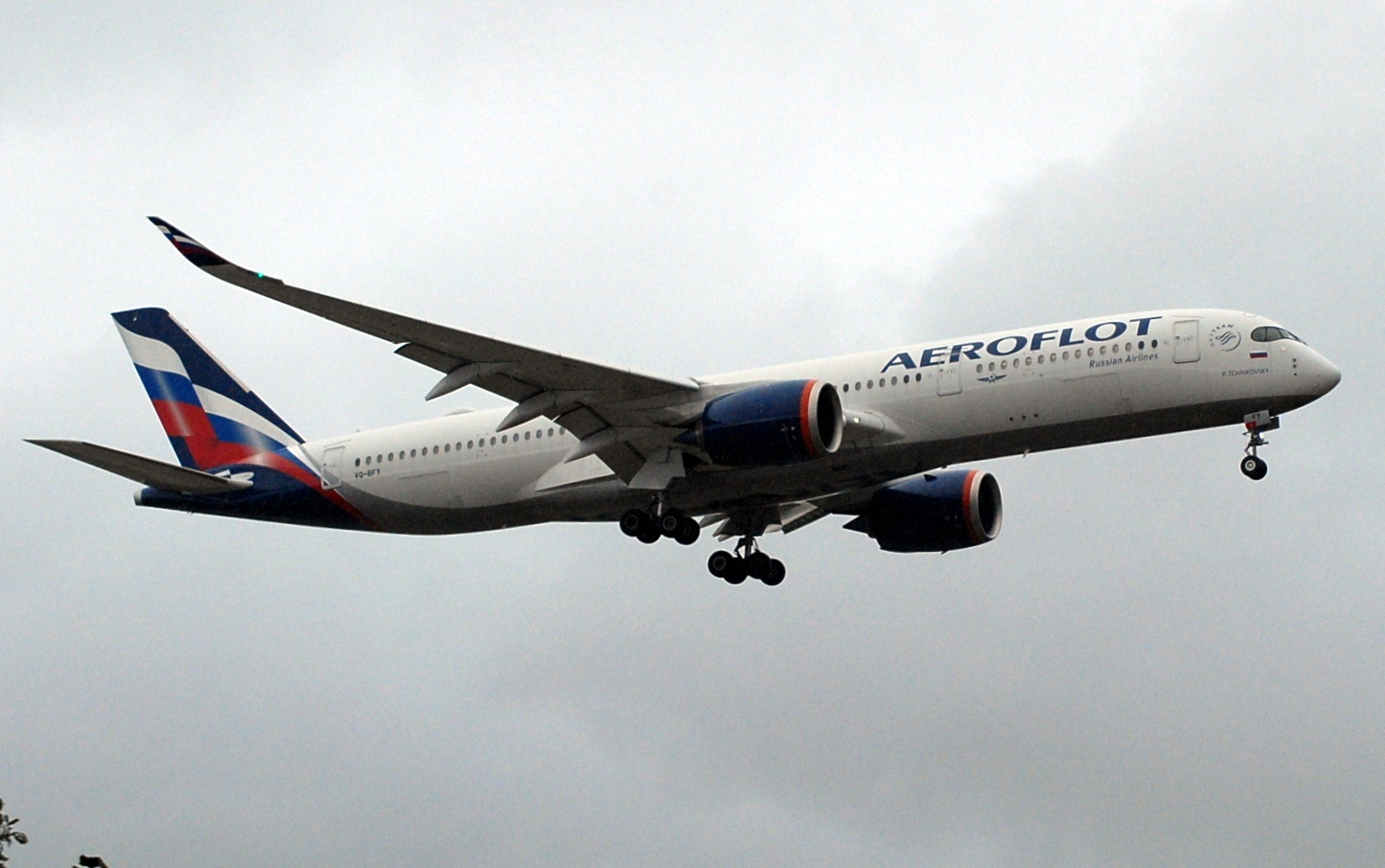
エアバスA350XWB 2020年 エアバスA350のみに見られる塗装

## スポンサーシップ
様々なスポーツイベントやスポーツチームへの協賛を行っており、近年では多くの国際大会への協賛も増えている。

### オリンピック
アエロフロートは2014年にソチで行われた冬季オリンピックにおける公式オリンピック・パートナーである。ソチオリンピックでは、A320-214（VP-BZP）に大会公式マスコットとなるホッキョクグマ、野うさぎ、ユキヒョウの特別塗装を施し、2012年7月から2014年2月23日の大会終了日まで運航した。2008年8月に開催された第29回北京オリンピックでも、ロシアオリンピックおよびパラリンピックチームチームと公式代表団、観客の輸送に関する協定をロシアオリンピック委員会と結び、ロシアオリンピックチームの公式キャリアとなった。その後もロシアオリンピックおよびパラリンピックチームと、2009年から2016年までの間、公式代表団の輸送に関する契約を締結しており、継続的なサポートを提供している。
なお、1980年に行われたモスクワオリンピックにおいても公式キャリアであった。

### サッカー
アエロフロートはロシアのプロサッカーチームCSKAモスクワの公式スポンサーとなっている他、サッカーロシア代表の公式スポンサーにもなっている。また、2013年からはイングランドプロサッカーリーグ（プレミアリーグ）のマンチェスター・ユナイテッドFCのスポンサーにもなっていたが、2022年のロシアのウクライナ侵攻を受けてマンチェスター・ユナイテッド側が契約を打ち切った

### バスケットボール
FIBAの公式エアラインの他、アメリカNBAのブルックリン・ネッツやロシアのプロバスケットボールチームであるCSKAモスクワの公式スポンサーとなっている。2014年10月から公式スポンサーとなったCSKAモスクワのユニフォームにはアエロフロートのロゴがあしらわれている。